# La Mancha

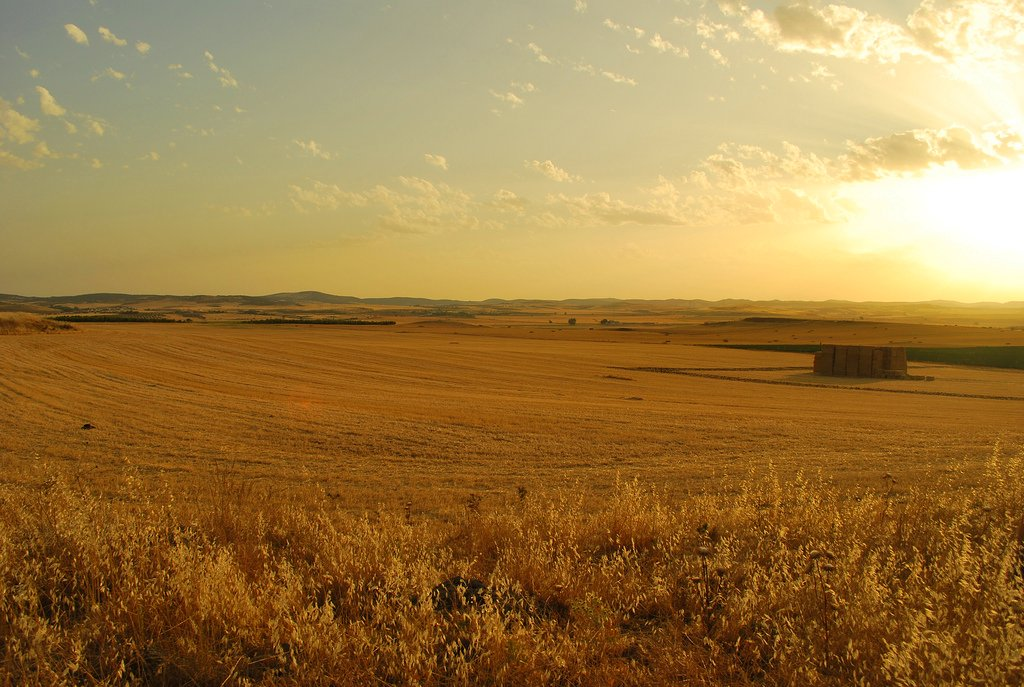
Típico paisaje manchego en la provincia de Ciudad Real

La Mancha es una comarca natural situada en la comunidad autónoma de Castilla-La Mancha (España), que ocupa parte de las provincias de Albacete, Ciudad Real, Cuenca y Toledo. Su superficie varía según los autores: desde 15.000 km² hasta 30 000 km²  constituyendo una de las llanuras naturales más extensas de la península ibérica. Representa el centro de la Submeseta Sur, limitando con las comarcas de Mesa de Ocaña, Montes de Toledo, Campo de Calatrava, Sierra Morena, Campo de Montiel, Campos de Hellín, Corredor de Almansa, La Manchuela, Serranía de Cuenca y La Alcarria.

## Geografía política

### Definición moderna de La Mancha

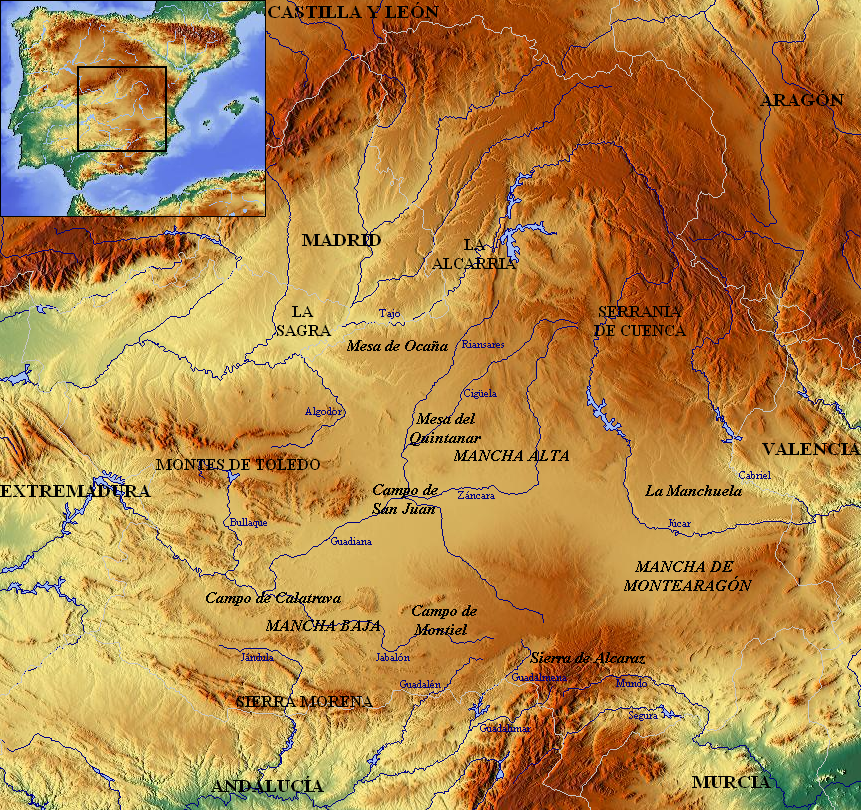
Mapa físico centrado en Castilla-La Mancha, que muestra las principales comarcas y accidentes geográficos de la Mancha (en cursiva) y territorios adyacentes.

La Mancha es una comarca natural del centro de Castilla-La Mancha, situada al sur de la Meseta Central, que constituye una de las más extensas altiplanicies de la península ibérica. Sus límites son poco precisos, abarcando parte de las provincias de Albacete, Ciudad Real, Cuenca y Toledo. Si bien, el término La Mancha ha tenido distintos significados a lo largo del tiempo.
Una de las definiciones de La Mancha la proporciona Pascual Madoz en su obra Diccionario geográfico-estadístico-histórico de España y sus posesiones de ultramar (1848): 

el terr. llamado Mancha, abraza indudablemente el país, generalmente llano, raso y árido, contenido desde los montes de Toledo á los estribos occidentales de la sierra de Cuenca, y desde la Alcarria hasta Sierra-morena; entrando en esta comprensión, lo que se llama mesa de Ocaña y del Quintanar, los part. de Belmonte y San Clemente, los terr. de la orden de Santiago, San Juan y Calatrava, y toda la tierra de Alcaráz; sus confines al N. son el Tajo, y la parte llamada propiamente Castilla la Nueva; E. los reinos de Valencia y Murcia; S. los de Córdoba y Jaen; O. las provincias de Estremadura, estendiéndose 53 leg. de E. á O. y 33 de N. á S.: hasta el siglo XVI, la parte oriental de este terr. se denominó Mancha de Montearagon y Mancha de Aragon [...]; todo lo demás se denominó simplemente Mancha: después se dividió la Mancha en Alta y Baja, según su diferencia de nivel y curso de las aguas: la Alta comprende la parte NE: desde Villarrubia de los Ojos á Belmonte, país de los ant. pueblos laminitanos; y la Baja la parte SO. incluyendo los campos de Calatrava y de Montiel, país de los ant. oretanos.

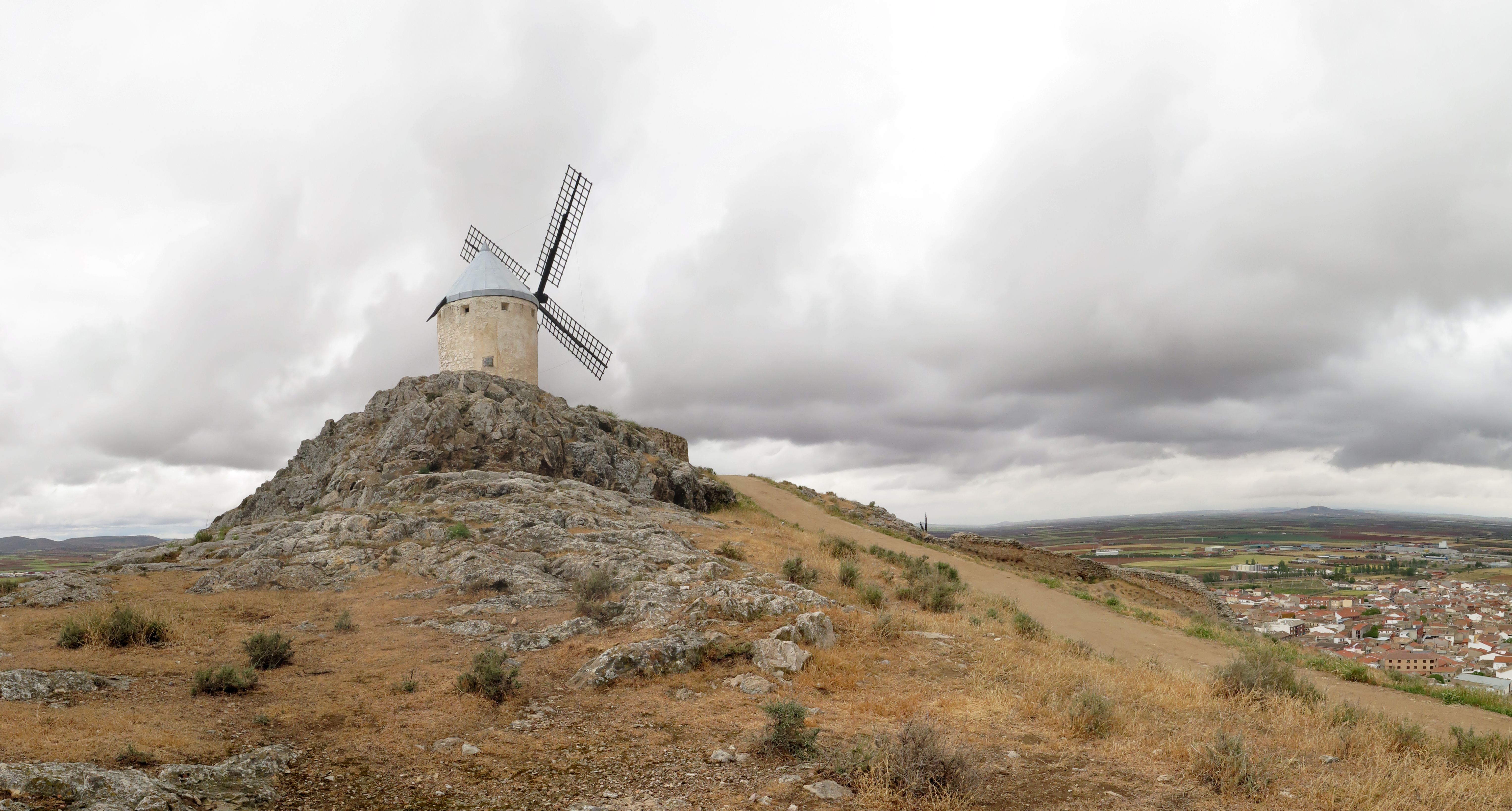
Vista de uno de los molinos de Consuegra (Toledo), típica imagen de la región y referencia visual al Quijote

Similares descripciones de La Mancha harían años más tarde José de Hosta (1865), o la enciclopedia Espasa.

Territorio que comprende La Mancha (respecto a Castilla-La Mancha) según la descripción de Madoz (1848), que incluye la provincia de Ciudad Real y los partidos de Ocaña, en su configuración del momento.

Madoz (1848) también acota La Mancha según la división territorial del momento:

Según la division civil actual, el terr. de la Mancha corresponde á 4 prov. La de Ciudad-Real casi entera se halla en esta demarcacion (V.) y por eso continúa siendo conocida vulgarmente con el nombre de prov. de la Mancha: la de Toledo tiene en el mismo su parte oriental, es decir, los part. de Ocaña, Madridejos, Lillo y Quintanar: la de Cuenca, los de Belmonte y San Clemente; y la de Albacete, los de Alcaráz y La Roda.

Sin embargo, la descripción de Madoz es ambigua, pues en la práctica intentaba plasmar los límites de la antigua provincia de La Mancha, que no la comarca de La Mancha, dos elementos distintos que comparten topónimo. La primera era una entidad administrativa del reino de Toledo o  Castilla la Nueva, mientras que la segunda una comarca natural desde el ámbito de la geografía-física. 
Según el estudio En torno al concepto y límites de un topónimo olvidado: La Mancha de Montaragón del historiador Aurelio Pretel Marín (1984), algunas localidades de las actuales provincias de Cuenca, Albacete, Valencia, Alicante y Murcia formaban parte de la histórica Mancha de Montearagón. Este término se empleaba para denominar un amplio espacio de frontera del este de la Corona de Castilla durante la Edad Media, asociado aparte de los reinos de Toledo o Castilla la Nueva y Murcia. Aunque llamado La Mancha, no hay que confundirlo con la antigua provincia de La Mancha, ni con la comarca de La Mancha, pues no hay vinculación entre ellas más allá de compartir topónimo. En el mismo estudio de Pretel Marín (1984), también se incluyen en el borde oriental de la Mancha de Montearagón a las localidades históricamente castellanas nuevas de Requena (en la provincia de Valencia), y murcianas de Villena y Sax (en la provincia de Alicante), junto a Yecla.
En ocasiones, La Mancha Alta es ampliada para incluir localidades de la comarca toledana de La Sagra, como Esquivias, e incluso Madrid, que con frecuencia ha sido descrita como un poblachón o lugarón manchego. Si bien, esta denominación está vinculada al mal uso del término manchego, pues tanto en el pasado como en la actualidad es erróneamente común por parte de la sociedad civil y medios de comunicación denominar al conjunto de Castilla-La Mancha y, en su día, Castilla la Nueva, como La Mancha o manchego, cuando ni la totalidad de la región es La Mancha, desde el punto de vista de la geografía-física, ni desde el plano histórico (provincia de La Mancha). 
Existen también otras descripciones de La Mancha, como la que realizan Félix Pillet y Miguel Panadero en sus estudios para una comarcalización geográfica de Castilla-La Mancha desde el punto de vista de la geografía-física (la cual dividen en comarcas de sierra, de transición y de llanura), y en la que limitan La Mancha a «una gran comarca o subregión de Castilla-La Mancha», convirtiéndola en una comarca de llanura que abarcaría 15 900 km² y más de 90 municipios. Presentan en calidad de comarcas de transición, al Campo de Calatrava, al Campo de Montiel, a la Tierra de Alarcón, a La Manchuela y al Corredor de Almansa, y en calidad de comarcas de sierra, al Valle de Alcudia, la de Alcaraz y la de  Segura. Este tipo de descripción es la más empleado por investigadores e instituciones de Castilla-La Mancha y España, pues prevalece el uso del término La Mancha como comarca natural delimitada por una serie de aspectos geográficos donde el denominador común es la llanura, frente al administrativo de la antigua provincia de La Mancha, ya en desuso y sin correlación alguna con la comarca de La Mancha, pese a compartir topónimo. 
Cabe destacar también, la importancia de la altitud a la hora de determinar que es exactamente La Mancha, que abarca entre 600 y 700 metros sobre el nivel de mar. Uno de los significados más aceptados es que La Mancha es "lugar elevado", teniendo en cuenta la altitud de Campo de Criptana, en pleno corazón de La Mancha que son 707 metros y por ejemplo la de Puertollano (que es una de las últimas grandes localidades hacia el sur de La Mancha), vemos que su altitud apenas varía, 708 metros, las altitudes de Cuenca, Toledo, Talavera y demás comarcas no vinculadas a La Mancha no corresponden a esas altitudes, lo que nos demuestra la importancia de la altitud para determinar los límites de La Mancha Geográfica, que no histórica. 

### Evolución histórica del topónimoManchay su comprensión
Varias son las teorías sobre el origen del topónimo Mancha. Las hay que lo relacionan con el mismo origen latino de la palabra castellana "mancha" (macŭla), pero son más las que establecen un origen árabe de la palabra. Las hay que lo relacionan con la palabra árabe "manxa", traducida como "tierra seca", pero se da más probabilidad[cita requerida] a su procedencia de la palabra árabe "mányà", que se ha traducido como "alta planicie", "lugar elevado" y "meseta".
Otra teoría, mucho más antigua, también sugiere que La Mancha procede del árabe. La teoría surge a partir del historiador Jerónimo Zurita quien afirma que otro historiador, Pero López de Ayala, tuvo noticia cierta del nombre de Mancha como tierra de espartos, seca, que los godos la llamaban Espartaria y que los árabes mantuvieron el léxico Espartaria que en lengua árabe sería Manxa. Esta tierra Espartaria se vincula con el antiguo Campo Espartario o Espartaria, de la Carthagena Espartera, heredero a su vez de la provincia romana y visigoda Carthaginense, que englobaba a gran parte de la actual Castilla-La Mancha.
En cualquier caso, las primeras menciones de que se tiene constancia con el topónimo Mancha datan del año 1237, y se dan en acuerdos entre las órdenes de San Juan y Santiago. En un caso, se trata del trazado de los límites de ambas Órdenes: «Entonces la Ruidera tengan los frailes de Uclés, y partieron por medio con la Moraleja por soga, y de este mojón a la Mancha de Haver Garat, a tanto que llegue con el otro mojón que está entre Criptana y Santa María, y de este mojón que está entre la Moraleja y la Roidera sale el valle arriba a la carrera que va de la Ruidera a Alhambra y recude al Pozo del Allozo». En el otro, se trata de un pago en cabezas de ganado del comendador de la Orden de Santiago a la de San Juan, en compensación "«por ayuda del agua de Guadiana que saco por la Mancha de Montearagón».
Según parece, la Mancha de Haver Garat hace referencia a la posterior Mancha de Vejezate, comarca en la que hoy se encuentran localidades como Tomelloso y Socuéllamos, y que tenía por centro la hoy despoblada Torre de Vejezate. La Mancha de Montearagón, en origen «de Montaragón», por su parte, señalaría al territorio extendido desde las lagunas de Ruidera hacia el Este, por el que se “montaba” hacia Aragón, hasta el reino de Valencia que en esos momentos se encontraba bajo plena conquista por parte del rey de Aragón, Jaime I.
En 1282, don Manuel, señor de Villena, recibió del que sería el rey Sancho IV de Castilla los extensos términos de Chinchilla, Jorquera y Ves, en la Mancha de Montearagón. Con el tiempo, y la expansión de estos dominios a Hellín y la Tierra de Alarcón, de acuerdo con las conclusiones de Pretel Marín (1984), el concepto geográfico de la Mancha de Montearagón y el político del Señorío (y después Marquesado) de Villena tenderían a confundirse e identificarse.

Territorio que comprendía el antiguo Común de La Mancha respecto de la actual comunidad autónoma de Castilla-La Mancha.

Por otro lado, en 1353, el Maestre de la Orden de Santiago, don Fadrique, atendiendo a la petición de diversos pueblos de la zona bajo jurisdicción de su Orden, creó el Común de La Mancha, incluyendo territorios de la Mancha de Vejezate, con posesiones entre los ríos Guadiana y Gigüela y cabeza en Quintanar de la Orden. Entre 1478 y 1603 son descritos como pertenecientes al Común de La Mancha los siguientes pueblos:
- En la actual provincia de Ciudad Real: Alcázar de San Juan, Campo de Criptana, Herencia, Arenales de San Gregorio, segregado recientemente, está incluido), Pedro Muñoz, Socuéllamos y Tomelloso.
- En la actual provincia de Cuenca: Los Hinojosos, Horcajo de Santiago, Mota del Cuervo, Pozorrubio, Santa María de los Llanos, Villaescusa de Haro y Villamayor de Santiago.
- En la actual provincia de Toledo: Cabezamesada, Corral de Almaguer, Miguel Esteban, La Puebla de Almoradiel, Quintanar de la Orden, El Toboso, La Villa de Don Fadrique y Villanueva de Alcardete.

No obstante, el concepto de La Mancha en aquel tiempo y en los siglos posteriores no se limitaba al Común de La Mancha y al Marquesado de Villena, sino que es más extenso, aunque no tanto como lo sería posteriormente. En la década de los 70 del siglo XVI, en las Relaciones topográficas de Felipe II, amén de las localidades del antiguo común santiaguista, entonces ya partido, también las localidades del Campo de San Juan dicen estar en La Mancha. En cambio, no hacen lo mismo las localidades del Campo de Montiel, de entre las que solo Membrilla dice estar en La Mancha, ni tampoco las del Campo de Calatrava, del que solo cuatro pueblos dicen situarse en La Mancha. López-Salazar (2005) supone que en el caso del Campo de Calatrava, la vinculación al maestrazgo de Calatrava o al partido de Almagro tuvo mayor peso que la simple referencia geográfica, pero también que la Mancha no era entonces "un topónimo de fortuna". De hecho, hubo localidades que dijeron estar en La Mancha (Ballesteros y Tirteafuera) con menos razones geográficas que lo justificasen que otras que no lo hicieron (como Daimiel o Manzanares). Similares circunstancias ocurren en la Mancha de Montearagón, llamada por deformación en esta época Mancha de Aragón, en la cual, en las mismas Relaciones de Felipe II, son pocos los lugares que dicen situarse en la misma, prefiriendo en su lugar la denominación del Marquesado (de Villena) incluso después de la desaparición del mismo, según Petrel Marín (1984), por su mayor importancia como realidad política y por el rechazo a llamarse "de Aragón" de unos pueblos que nunca fueron aragoneses sino castellanos.
En 1605, tres décadas después de las Relaciones de Felipe II, Miguel de Cervantes publicó El ingenioso hidalgo don Quijote de la Mancha, y en 1615, su segunda parte: Segunda parte del ingenioso caballero don Quijote de la Mancha. Se trata de una burla: los protagonistas de sus queridos libros de caballerías en que se inspira son oriundos de países o comarcas dignos: Grecia, Francia, Bretaña, etc. (véase). Decir que Don Quijote es de la Mancha no es un ataque a esta comarca, sino una manera de hacer que el lector se ría de este personaje, presumido al principio de la novela. Pero el enorme éxito de la novela supuso también, de acuerdo con López-Salazar (2005), el "éxito del topónimo" de la tierra en que transcurre y que es la patria del protagonista, Don Quijote. Dicho éxito del topónimo habría también supuesto la ampliación de sus límites.

Partidos que formaban la provincia de La Mancha respecto de la actual comunidad autónoma de Castilla-La Mancha (entre paréntesis, fechas de pertenencia a la provincia de La Mancha):
Ciudad Real (1691-1810; 1814-1822; 1823-1833)
Partido de Almagro, y Campo del Orden de Calatrava (1691-1810; 1814-1822; 1823-1833)
Partido de Alcaraz (1691-1810; 1814-1822; 1823-1833)
Partido de Villanueva de los Infantes, del Orden de Santiago (1691-1810; 1814-1822; 1823-1833)
Partido de Villanueva de los Infantes, del Orden de Santiago (municipios que hoy día no forman parte de Castilla-La Mancha, sino de la provincia de Jaén) (1691-1810; 1814-1822; 1823-1833)
Partido de Villanueva de los Infantes, del Orden de Santiago (municipios de la Mesa del Quintanar agregados a este Partido, del Orden de Santiago) (1785-1810; 1814-1822; 1823-1833)
Partido del gran Priorato de San Juan (1799-1810; 1814-1822; 1823-1833)

En 1691 se creó la provincia de La Mancha, incorporando los partidos de Ciudad Real (que fue su capital), Almagro (con todo el Campo de Calatrava), Infantes (con todo el Campo de Montiel) y Alcaraz. En un primer momento, sin embargo, no incluyó territorios del antiguo Común de La Mancha, ni del Campo de San Juan, ni de la llamada Mancha de Aragón, pero sí territorios que trascendían los límites geográficos de la llanura manchega, como la sierra de Alcaraz o la zona de Almadén. En 1785 se incorporarían a dicha provincia diversos pueblos de la Mesa del Quintanar (el antiguo Común de La Mancha), y en 1799 lo haría el partido del gran Priorato de San Juan (esto es, todo el Campo de San Juan). Esta división provincial alcanzó un profundo arraigo (López-Salazar, 2005), lo que no evitó intentos de reforma durante la Guerra de la Independencia, el Trienio Liberal y, finalmente, el reinado de Isabel II. En 1833 los territorios de la antigua provincia de La Mancha fueron distribuidos entre las provincias de Jaén (en una pequeña porción), Cuenca, Toledo, Albacete y, sobre todo, Ciudad Real, lo que motivaría que esta provincia fuese conocida popularmente durante un tiempo como "provincia de La Mancha".

Situación de las "provincias manchegas", según el regionalismo manchego, en España.

Del siglo XIX datan descripciones de La Mancha como la de Madoz. Al respecto, debe recordarse que la provincia de Albacete estaba adscrita desde su creación en 1833 a la región de Murcia, y buena parte de su territorio lo estuvo antes al Reino de Murcia. Por el contrario, las provincias de Ciudad Real, Cuenca y Toledo estaban integradas en la región del Reino de Toledo/Castilla la Nueva junto con las provincias de Guadalajara y Madrid. En ese mismo siglo y en el siguiente, nace un movimiento regionalista manchego que reivindica la creación de una Región Manchega que integrase a las que consideraban como las cuatro provincias manchegas (Albacete, Ciudad Real, Cuenca y Toledo), que no obtendría frutos. La mayoría de estas cuatro provincias no eran ni son La Mancha, ni desde el plano histórico (provincia de La Mancha), ni geográfico (comarca natural). El regionalismo manchego de principios del siglo XX amplió el uso del término La Mancha y manchego al conjunto de estas provincias. 

Situación de la comunidad autónoma de Castilla-La Mancha en España.

Durante la Transición española, con la división de España en comunidades autónomas, y tras profundos debates sobre su extensión y nombre, se creó la comunidad autónoma de Castilla-La Mancha, que integró a las provincias de Albacete, Ciudad Real, Cuenca, Guadalajara y Toledo, y separó de su región histórica, cultural y natural a la de Madrid. Aunque esta comunidad autónoma incluye diversas comarcas, entre ellas La Mancha es frecuente, pese a tratarse de un error, encontrar en los medios de comunicación y en el habla cotidiana referencias a la comunidad de Castilla-La Mancha como "La Mancha" y abreviar el gentilicio de la comunidad, "castellano-manchego", a "manchego". Esta acción ha favorecido que otras comarcas serranas o de piedemonte de Castilla-La Mancha queden diluidas frente a lo manchego. 
Actualmente La Mancha, desde el plano de la geografía-física, queda representada como comarca natural dentro de la división comarcal y de mancomunidades de Castilla-La Mancha, pese a no contar con una entidad administrativa propia. Está conformada por La Mancha de Ciudad Real, de Toledo y de Cuenca, los Llanos de Albacete y la Mancha Júcar-Centro. Igualmente, La Mancha también queda representada en varias denominaciones de origen e indicaciones geográficas protegidas que utilizan el nombre de La Mancha (DO La Mancha (de vino), azafrán de La Mancha y melón de La Mancha) o su gentilicio (queso manchego y cordero manchego), cuyas áreas de producción, en todo caso, no son coincidentes.

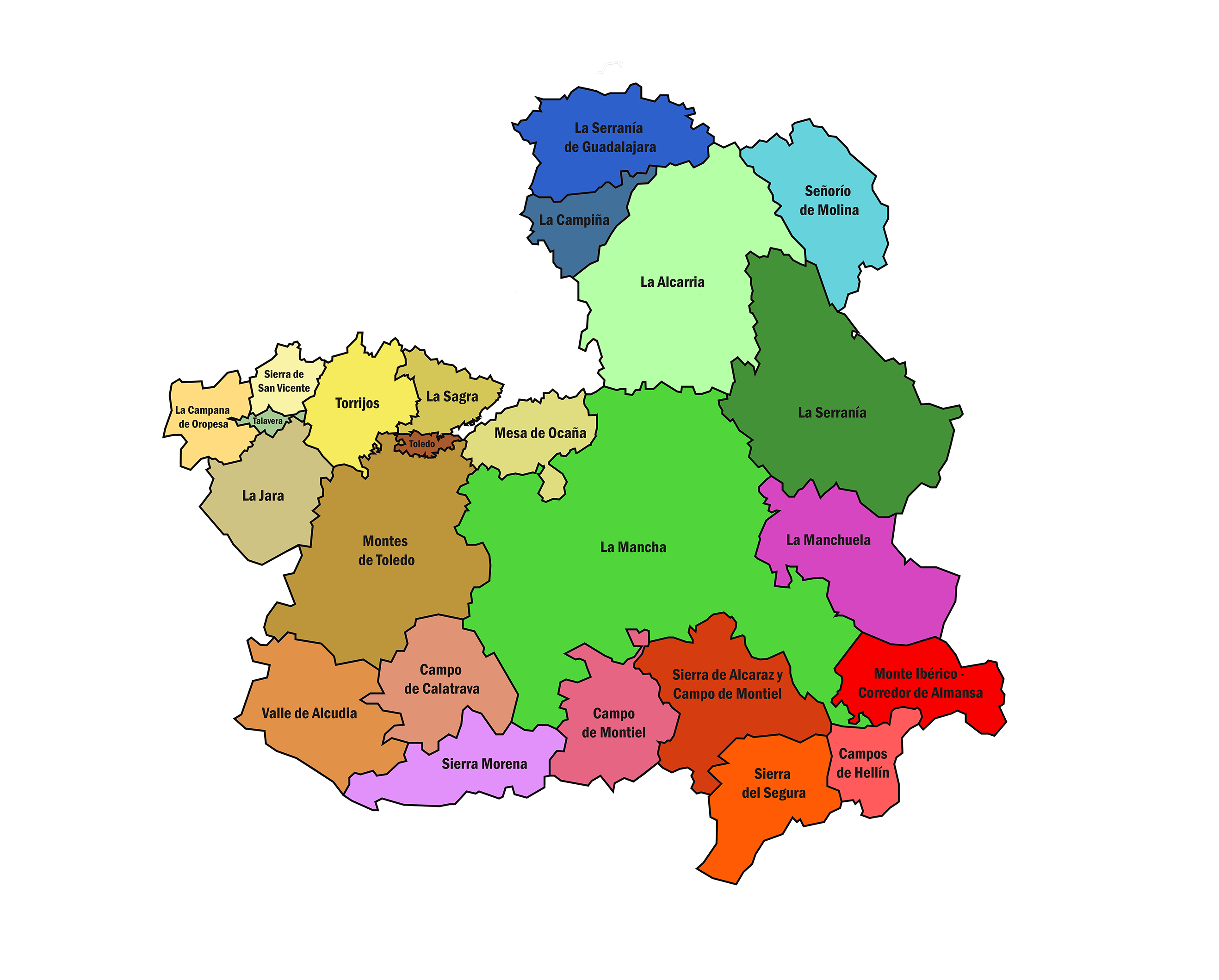
Comarcas y Mancomunidades de Castilla-La Mancha

## Historia

### Prehistoria y Edad Antigua

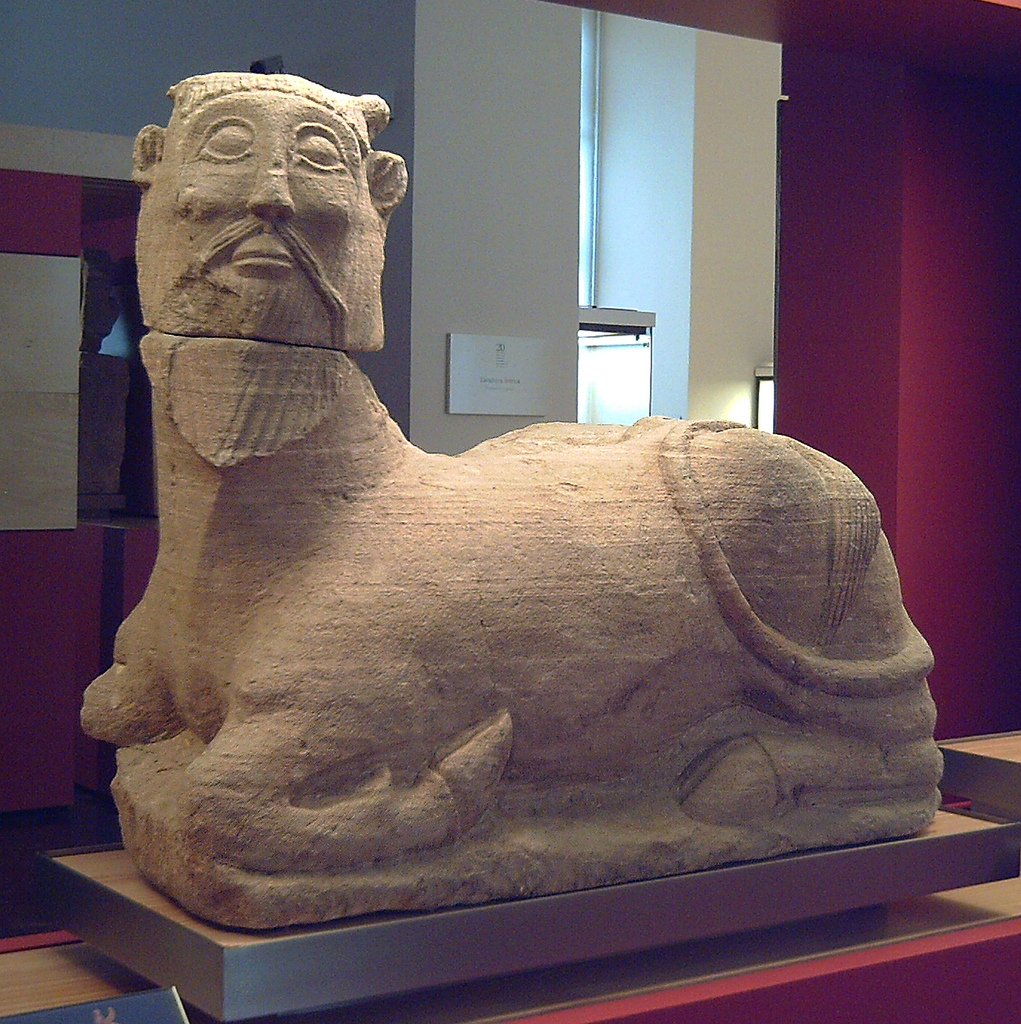
Bicha de Balazote, ejemplo del arte íbero en La Mancha.

Los restos prehistóricos en La Mancha no son escasos, sin embargo escasean los estudios en profundidad de los yacimientos de la zona. Existen abundantes yacimientos del Paleolítico en superficie, fundamentalmente en torno a los ríos, que en origen pudieron ser campamentos estacionales. El Guadiana y sus afluentes conforman una zona especialmente pródiga en yacimientos de este tipo. Como ejemplo, en la zona del Alto Guadiana dominada por los cursos de los ríos Córcoles y Sotuélamos y la Cañada de Valdelobos hay una gran concentración de yacimientos del Paleolítico Medio. Concentraciones similares se pueden encontrar en el curso medio del Guadiana. En cuanto a Arte Paleolítico se pueden encontrar algunas pinturas rupestres como las figuras esquemáticas de Fuencaliente, vagamente similares a las del levante peninsular.
Durante el Neolítico y la Edad del Bronce se desarrolló en la zona sur y central (este de Ciudad Real y oeste de Albacete) la llamada Cultura de las Motillas. Esta civilización sedentaria se caracterizaba por la construcción de asentamientos formados por viviendas apretadas en cinturones de murallas concéntricas, las cuales formaban varios niveles escalonados, dando una apariencia de cerro artificial al asentamiento y facilitando su defensa frente a las invasiones. Posteriormente la zona sufrió la invasión sucesiva de pueblos indoeuropeos y más tarde recibió influencias de la cultura íbera, sobre todo en Albacete y Ciudad Real, donde cabe mencionar los múltiples e importantes yacimientos y poblados existentes en toda la provincia de Albacete como el cerro de los Santos, el Llano de la Consolación, Pozo Moro, El Amarejo o los poblados íberos de Alarcos y del cerro de las Cabezas, en Valdepeñas. Dentro de esta cultura hispana clasifican los autores antiguos a los dos pueblos que habitaban la región manchega (a pesar de su también fuerte influencia indoeuropea), los oretanos (con núcleo en Oretum, actual Granátula de Calatrava, en Ciudad Real) y los carpetanos del curso del Tajo, cuya principal ciudad era Toletum (actual Toledo), consagrada al dios de las aguas Tolt. Eran pueblos de ganaderos, agricultores y fieros guerreros. Las primeras referencias históricas que se tienen de la región son las de las guerras entre los cartagineses y los pueblos indígenas, poco antes de la segunda guerra púnica. El motivo principal de estas guerras estaba en la posesión de las minas de Sisapo (hoy La Bienvenida), el mayor depósito de mercurio del mundo, que ha sido uno de los ejes motores de La Mancha hasta los años 70 del pasado siglo.

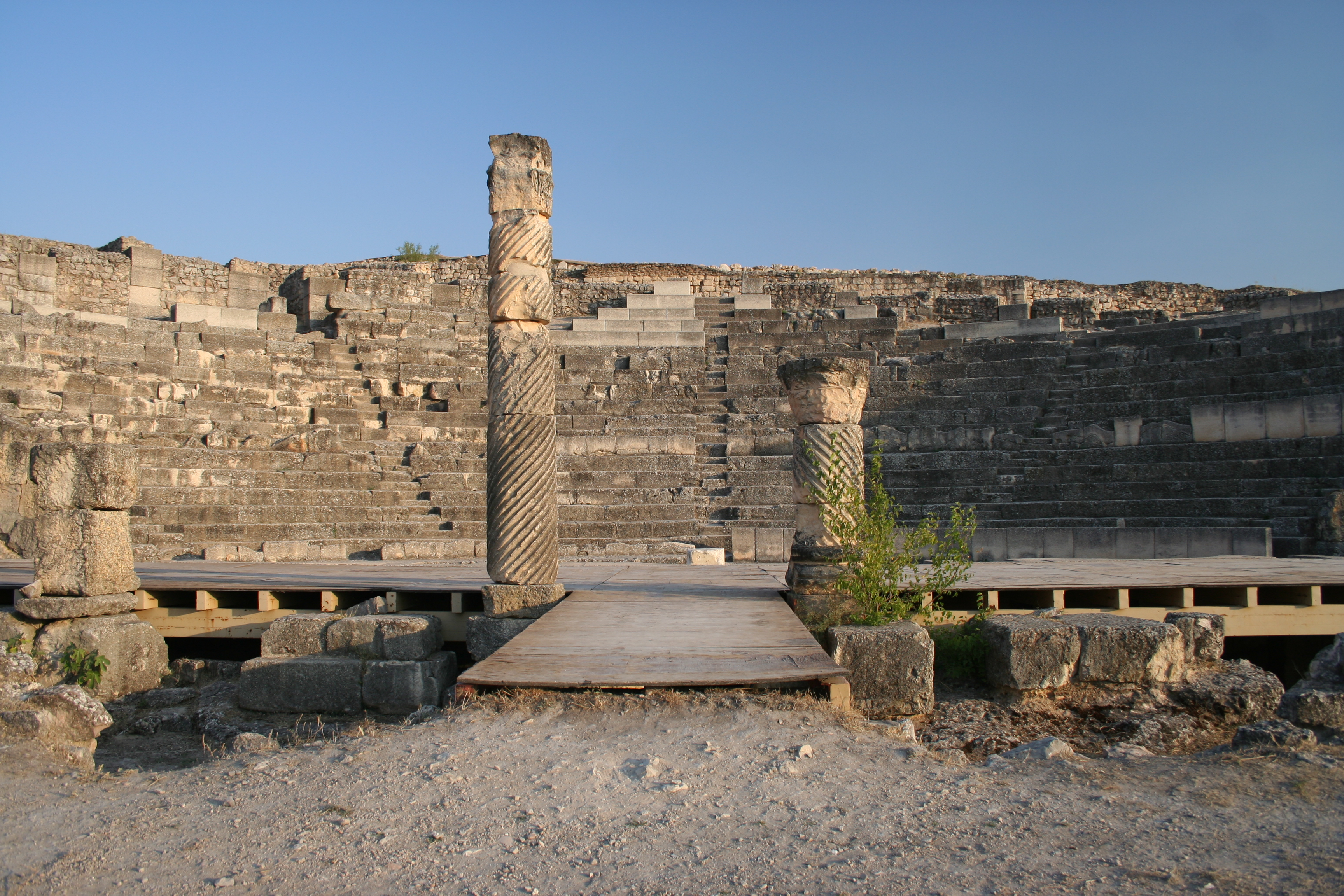
Teatro romano de Segóbriga.

Los romanos, que conquistaron Toletum en el 193 a. C., denominaron a esta gran extensión, según algunas teorías, "Campo Espartario" (seguramente por el cultivo de esparto), si bien otras relacionan a dicho topónimo exclusivamente con la zona de Cartagena (en aquel tiempo, Carthago Nova, y posteriormente Carthago Spartaria). Estrabón habla ampliamente de esta región y cuenta en su Geografía que en tiempos de Augusto se realizaron unas obras muy importantes en la antigua vía romana que iba desde Roma a Gades (actual Cádiz). Hicieron un desvío cercano a la costa para evitar el paso por el Campo Estepario que consideraban largo y árido, y probablemente también para evitar las acciones de guerrilla de los lugareños, que se prolongaron hasta bastante tiempo después de finalizada la conquista romana. Durante este periodo las ciudades fueron de poca importancia, destacando Laminium, Libisosa, Toletum, Segóbriga, Sisapo y Oretum. Con la llegada del cristianismo, Toledo y Oretum se convirtieron en obispados.

### Edad Media
A la caída del dominio del Imperio romano en la zona, en el siglo V de nuestra era, se produjo el paso de los pueblos vándalos y alanos, tras los cuales impusieron su dominio los visigodos, quienes establecieron la capital de su reino en Toledo en el año 569. En estos tiempos, sin embargo, amplias extensiones de La Mancha permanecían deshabitadas.
En el año 711, los árabes cruzaron el Estrecho de Gibraltar y dieron comienzo a la conquista de la península ibérica, a la que llamarían Al-Ándalus. Precisamente, según varias teorías, es de la lengua árabe de la que procede el topónimo "Mancha": así, Manxa o Al-Mansha se traduce como "tierra sin agua", y Manya como "alta planicie" o "lugar elevado", siendo estas teorías las más comunes sobre el origen del topónimo.
Bajo el dominio musulmán, La Mancha se mantuvo en buena medida escasamente poblada, si bien aparecieron y se desarrollaron algunas ciudades, como Toledo, Calatrava, de fundación Omeya (sgl.VIII-IX), Cuenca o Alcaraz, que se convirtieron en centros de importancia de la industria textil. Los árabes, además, contribuyeron enormemente a la agricultura de la región gracias a sus avanzadas técnicas de regadío, así como a la ganadería, con la introducción de la oveja merina.

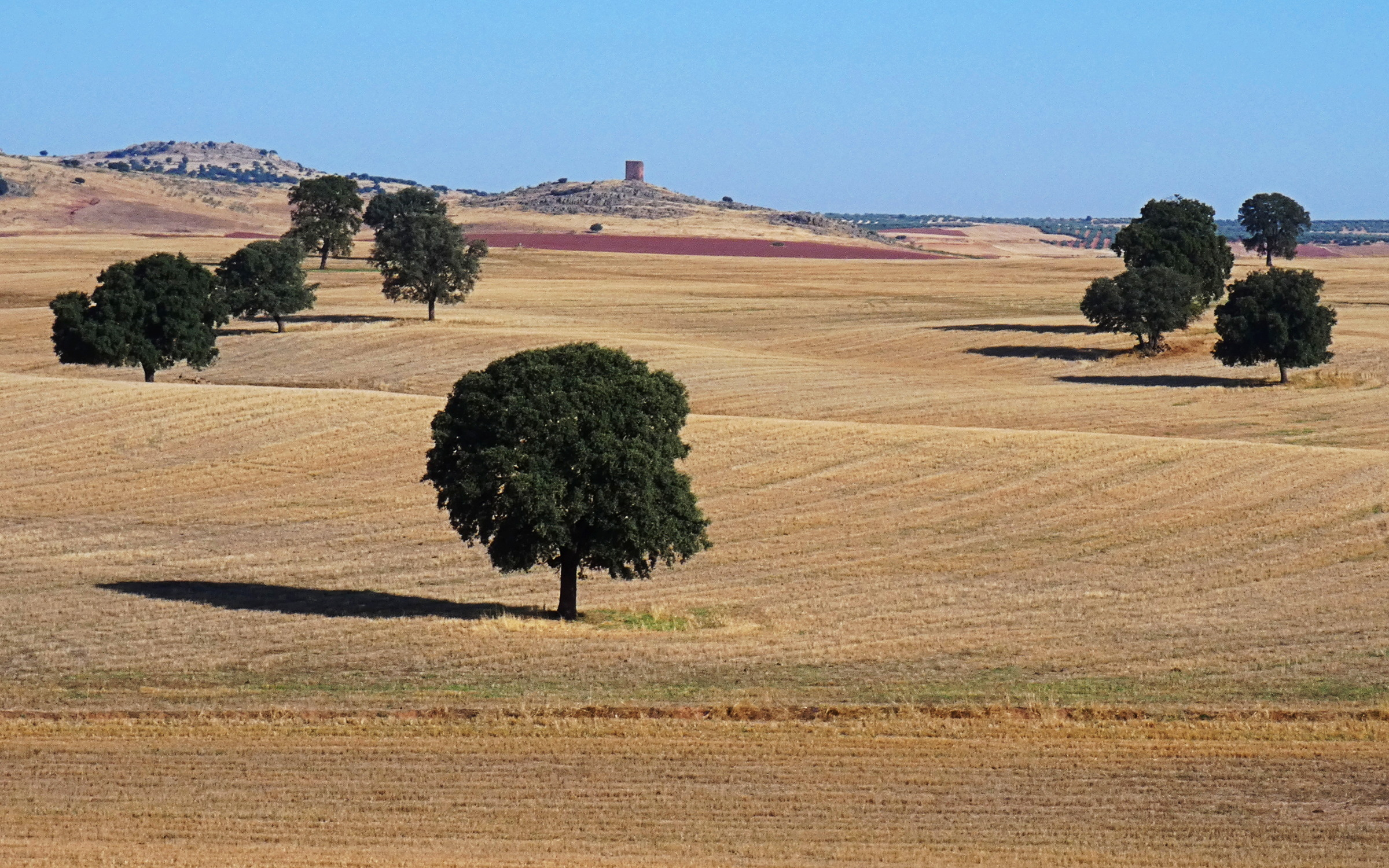
Paisaje manchego con la torre de la Higuera, del siglo, en el horizonte. Esta fortaleza se alza entre Villamanrique y Torre de Juan Abad.

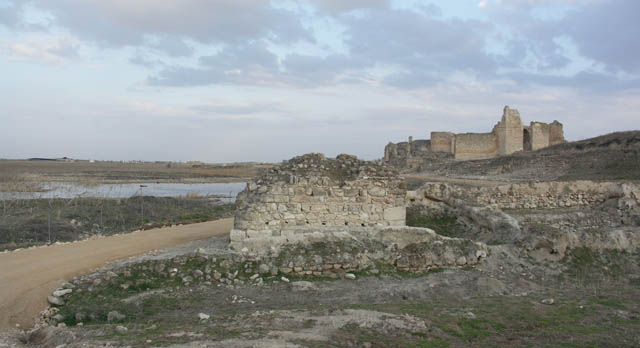
Ruinas de Calatrava la Vieja.

Tras la ruptura del Califato de Córdoba, la mayor parte de La Mancha quedó bajo el control de la Taifa de Toledo, el cual tuvo que enfrentarse a las taifas de Sevilla y Murcia por el control del territorio manchego. La intervención castellana en ayuda de los toledanos culminó en la entrega de la ciudad de Toledo en 1085, con lo que se dio comienzo a la Reconquista cristiana de La Mancha, al apoderarse el Reino de Castilla de su zona norteña. No obstante, Castilla tuvo que enfrentarse a los almorávides, quienes fueron llamados en auxilio por las otras taifas, unificando Al-Ándalus. Se convirtió entonces La Mancha en un continuo campo de batalla, con frecuentes incursiones de ambos bandos, y escaso poblamiento humano. El máximo dominio almorávide llegó tras la batalla de Uclés, en 1108, que obligó a los castellanos a replegarse hasta el Tajo. En 1144 comenzó la descomposición del Imperio Almorávide, que culminó en los segundos reinos de taifas, si bien pronto se produjo la llegada de los almohades. Esta situación propició el avance cristiano por el territorio manchego, siendo tomada Calatrava en 1147 y encargada su defensa en 1158 a Raimundo de Fitero, fundador de la Orden de Calatrava. Sin embargo, la derrota castellana ante los almohades en la Batalla de Alarcos, en 1195, provocó la retirada de la Orden y la paralización de la reconquista cristiana, que se reanudó en 1212 con la Batalla de las Navas de Tolosa. Al año siguiente el rey Alfonso VIII, crea el Alfoz de Alcaraz, de este modo casi toda La Mancha quedaría definitivamente bajo control castellano, así como el valle del Guadalquivir, a cuya repoblación se le otorgó prioridad frente a la de La Mancha, buena parte de la cual quedó bajo el dominio de las órdenes militares. Así, el Campo de Calatrava quedó bajo control de la Orden de Calatrava (en mitad de cuyos dominios fundó Alfonso X el Sabio en 1255 Villa Real, actual Ciudad Real, para contrarrestar el poder de la orden); la Orden de San Juan se adueñó del Campo de San Juan; y, mermando considerablemente el territorio de Alcaraz, la Orden de Santiago, con cabeza en Uclés, se apoderó de buena parte de la Mancha Alta y del Campo de Montiel. Unas décadas más tardaría en ser reconquistada la zona oriental de La Mancha, la Mancha de Montaragón, cuya primera mención es de 1237, al tiempo que se produce la primera mención de la Mancha de Haver Garat, los cuales constituyen los primeros registros del topónimo Mancha. La mayor parte de la Mancha de Montearagón quedaría durante los siglos XIII y XIV bajo control del Señorío de Villena (tras pasar la Tierra de Alarcón a su poder), sin embargo la zona oriental del Campo de Montiel, así como la sierra de Alcaraz, quedarían en los límites del Alfoz de Alcaraz, siendo la tierra alcaraceña parte de la denominada Mancha Oriental por la indisoluble unión entre llanura y montaña tanto por la orografía como por las vías. Por otro lado, la Orden de Santiago dividió sus territorios en tres comunes: el Común de Uclés, el Común de La Mancha y el Común de Montiel. Los comunes eran asociaciones de pueblos de una misma jurisdicción con fines fiscales y ganaderos.

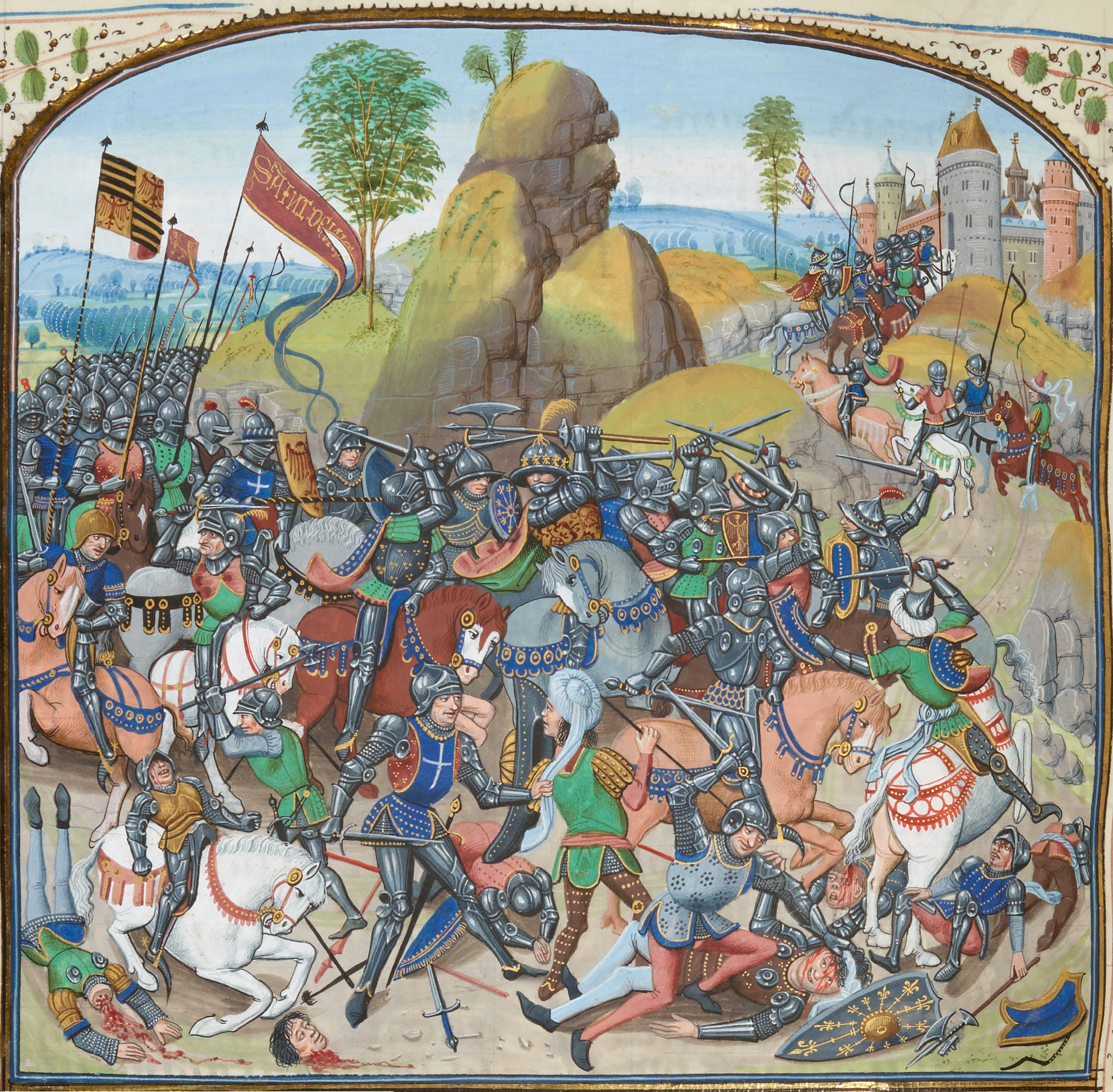
Miniatura de Jean Froissart sobre la batalla de Montiel

Como parte de los reinos de Toledo y de Murcia (en su parte suroriental), integrados ambos en la Corona de Castilla, La Mancha fue escenario y sufrió las consecuencias de las guerras civiles castellanas que tuvieron lugar en los siguientes siglos, y como zona fronteriza de Castilla con la Corona de Aragón, también fue escenario de las luchas entre ambas. La primera guerra civil castellana tuvo lugar entre 1351 y 1369, entre los partidarios del rey Pedro I el Cruel (el Justiciero, según sus partidarios) y los de su medio hermano, el bastardo Enrique de Trastámara. Dicha guerra se mezcló también con la guerra de los Cien Años entre Francia e Inglaterra, y con la Guerra de los dos Pedros (1356-1369), entre Pedro I de Castilla y Pedro IV de Aragón. La guerra acabó en plena Mancha, con la Batalla de Montiel, en 1369, en la que Enrique mató a su hermano Pedro y se convirtió en el nuevo rey de Castilla, Enrique II. Como consecuencia de la guerra, el nuevo rey convirtió al Señorío de Villena en Marquesado (el primero en la historia de Castilla), el cual otorgó a Alfonso de Aragón el Viejo en 1366, confirmándolo en las cortes de Burgos en febrero de 1367, cargo que no pudo desempeñar debido a su caída preso en mano inglesas durante la batalla de Nájera el 3 de abril de 1367. A los efectos sobre la población de las guerras, hay que añadir los de las pestes, que afectaron a casi toda Europa en el siglo XIV.
También en el siglo XV fue Castilla, y con ella La Mancha, lugar en el que se produjeron enfrentamientos entre las distintas facciones del reino, que culminaron en la guerra de sucesión castellana, que enfrentó a los partidarios de Juana la Beltraneja, hija de Enrique IV el impotente (o, según los rumores, del valido Beltrán de la Cueva), con los partidarios de la hermana de Enrique, Isabel. En concreto, en territorio manchego, el marqués de Villena (Diego López Pacheco), el gran maestre de la Orden de Santiago (Juan Pacheco, padre del marqués de Villena) y el maestre de la Orden de Calatrava (Rodrigo Téllez Girón, sobrino de Juan Pacheco) apoyaron a Juana la Beltraneja. Frente a estos, con Alcaraz a la cabeza (marzo de 1475), se alzaron varias villas del Marquesado y se produjeron enfrentamientos en el seno de las propias Órdenes. La guerra se convirtió en internacional al estar casada Juana con Alfonso V de Portugal e Isabel con el heredero del trono aragonés, Fernando. La guerra concluyó en 1479 con el Tratado de Alcáçovas, que supuso la victoria de Isabel y Fernando, que años más tarde serían llamados los Reyes Católicos. Tras la guerra, el Marquesado de Villena perdió buena parte de su territorio, pasando a ser de realengo, en tanto que Fernando el Católico fue elegido maestre de la Orden de Calatrava y asumió la administración de la Orden de Santiago. Precisamente, fueron los Reyes Católicos quienes crearon instituciones como la Santa Hermandad y la Inquisición, y conquistaron en 1492 el Reino nazarí de Granada, poniendo fin al dominio musulmán en la península ibérica, y con él a los peligros de los ataques de los moros en el sur de La Mancha.

### Edad Moderna
Ya en el siglo XVI tiene lugar la última de las guerras castellanas. Tras el acceso al trono de Carlos I de España, hijo de Juana I de Castilla, la Loca, y nieto de los Reyes Católicos, este se rodeó en su gobierno de flamencos, lo que le granjeó enemigos. En 1520, estalló la revuelta en varias ciudades castellanas, lo que supuso el comienzo de la Guerra de las Comunidades de Castilla. Toledo se convirtió en uno de los centros principales de la revuelta, que exigía la devolución del trono a Juana entre otras medidas. La guerra concluyó con la derrota de los comuneros en 1522. En 1523, el papa Adriano VI unió para siempre a la Corona de España los maestrazgos de las órdenes militares de Santiago y Calatrava.

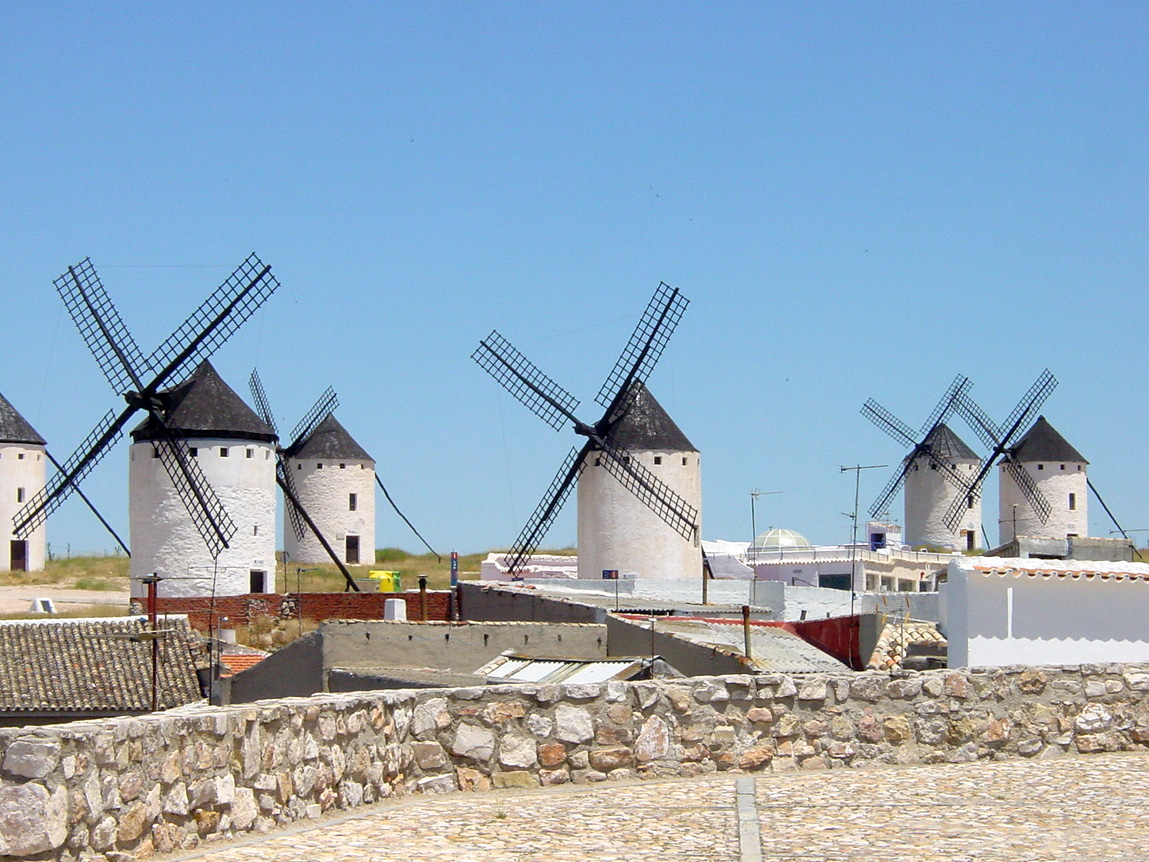
Molinos de viento en Campo de Criptana.

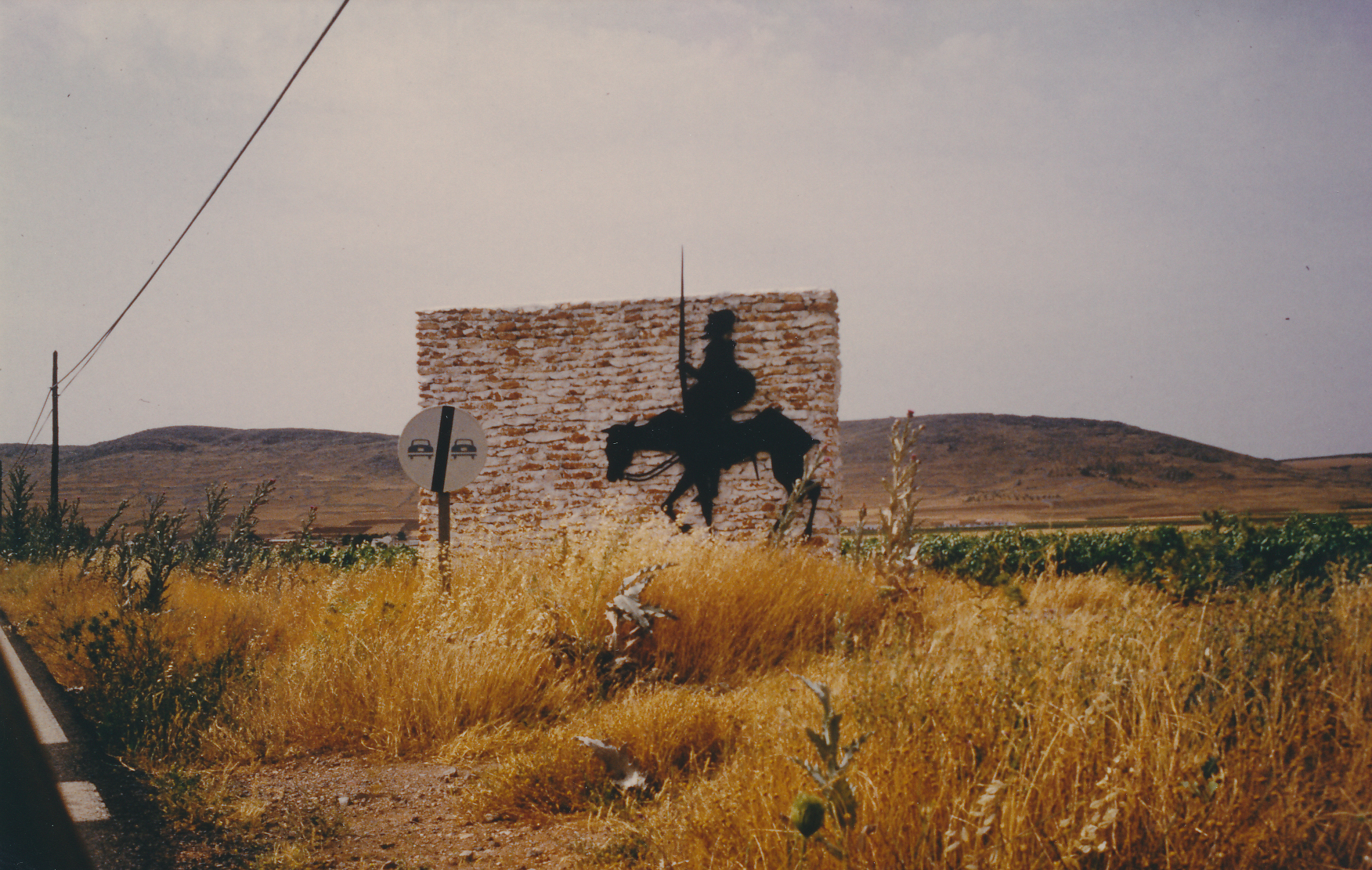
La Mancha, la patria del famoso caballero Don Quijote.

Tras la sublevación de los moriscos en la Rebelión de las Alpujarras (1568-1571), en la que son derrotados, Felipe II ordenó su dispersión por Castilla, incluida La Mancha, si bien estos serían finalmente expulsados en 1609. Es también en el siglo XVI en el que se extienden por gran parte de La Mancha los molinos de viento, encargados de moler el grano del cereal. Es en estos años en los que Miguel de Cervantes inmortalizó en su obra Don Quijote de la Mancha a la sociedad de la época y a la región de La Mancha, dándole fama universal. La primera parte del libro sería editada en 1605, y la segunda en 1615. Durante los siglos XVI y XVII, La Mancha, como el resto de España, sufriría los efectos de las guerras continuas en el extranjero bajo el reinado de la Casa de Austria.
Entre 1701 y 1714, tuvo lugar la guerra de sucesión española, en la que los territorios de la Corona de Castilla apoyaron a Felipe de Anjou y los de la Corona de Aragón al Archiduque Carlos de Austria. La Mancha, como territorio fronterizo con Aragón, vivió batallas decisivas, como la batalla de Almansa. Finalmente, la guerra se saldó con la victoria de Felipe V. Bajo el reinado de los Borbones, durante el siglo XVIII, estos fueron fieles a la política del Despotismo ilustrado.
Ya en 1691 se decidió segregar del resto del Reino de Toledo a la provincia de La Mancha, incorporando a ésta los partidos de Alcaraz, Almagro, Ciudad Real e Infantes, para facilitar su administración. Se situó la capital en Ciudad Real, aunque durante un breve periodo ésta pasó a Almagro (1750-1761). Con la ordenación territorial de Floridablanca, de 1785, se agregaron a la provincia de La Mancha los pueblos de la Orden de Santiago en la Mesa de Quintanar, y en 1799 los pueblos del Gran Priorato de San Juan, desgajados de la provincia de Toledo. Con la ordenación territorial de Floridablanca quedaron también configuradas las provincias de Toledo y Cuenca, mientras la provincia de Murcia era ampliada hacia el noroeste, ocupando buena parte de la actual provincia de Albacete. Las provincias de La Mancha, Cuenca y Toledo, junto a las de Guadalajara y Madrid, formaban la región de Castilla la Nueva.
En 1802, Carlos IV se proclamó Gran Maestre de la Orden de San Juan en España e incorporó sus territorios a los de la Corona.

### Edad Contemporánea

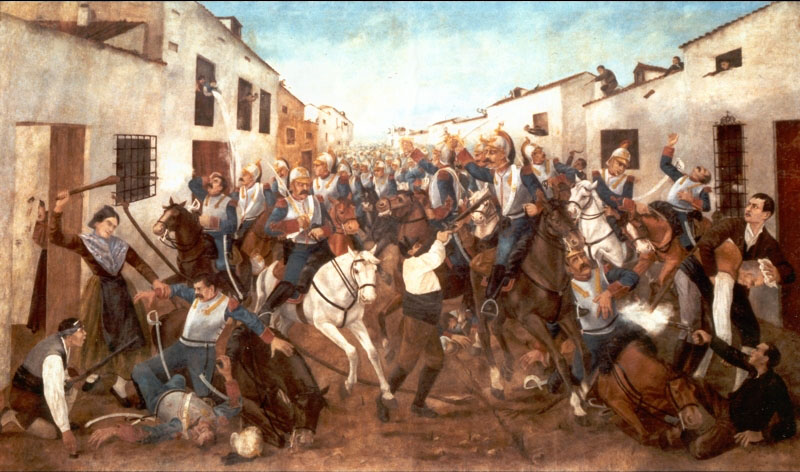
Contienda de Valdepeñas el 6 de junio de 1808.

Entre 1808 y 1813, tuvo lugar la guerra de la Independencia española. La Mancha sufrió los efectos de la guerra, en la que combatían las fuerzas francesas defendiendo al rey José I, impuesto por Napoleón, contra las guerrillas patriotas, que luchaban por el restablecimiento en el trono de Fernando VII. Destacaron como acontecimientos bélicos en esta guerra la Contienda de Valdepeñas y la Batalla de Ciudad Real.
En La Mancha, como en otros puntos de España, surgió una Junta, la Junta Superior de la Mancha, frente a la administración afrancesada. Esta Junta editó entre 1811 y 1812 una Gazeta de la Junta Superior de la Mancha, desde Elche de la Sierra, Alcaraz y Ciudad Real sucesivamente.
Durante la guerra, hubo intentos de reformar la ordenación provincial de España. La administración afrancesada estableció una división basada en prefecturas sin bases históricas en 1810; además de hacer capital de La Mancha a la villa de Manzanares, subdividiendo el territorio en dos subprefesturas, la de Ciudad Real y la de Alcaraz. Frente a la misma, las Cortes de Cádiz crearon una nueva división provincial en 1813. Ninguna de las dos divisiones fue llevada a la práctica tras el retorno de Fernando VII en 1814, y con el que también volvió el absolutismo.
Tras el pronunciamiento de Rafael de Riego en 1820, los liberales asumieron el poder. En 1822 se aprobó una nueva ordenación provincial, en la que desaparecía la provincia de La Mancha, sustituida en su mayor parte por la de Ciudad Real, y en la que aparecía la nueva provincia de Chinchilla, formada por territorios de las antiguas provincias de La Mancha, Cuenca y Murcia. Sin embargo, el Trienio Liberal cayó en 1823 (y con él su ordenación provincial), tras la intervención militar de los Cien mil hijos de San Luis, a petición de Fernando VII, y a la que sucedió una intensa persecución de los liberales.
A la muerte de Fernando VII en 1833, le sucedió su hija Isabel II. Sin embargo, su madre, la regente María Cristina de Borbón-Dos Sicilias tuvo que apoyarse en los liberales, frente a los partidarios de Carlos María Isidro de Borbón, hermano de Fernando VII, para el que reclamaban el trono. Ya en ese año se llevó a cabo la división provincial que establecía las actuales provincias de Albacete, Ciudad Real, Cuenca y Toledo, y que suponía la desaparición definitiva de la provincia de La Mancha. Ciudad Real, Cuenca, Toledo, Madrid y Guadalajara formaron la región de Castilla la Nueva, y Albacete y Murcia la Región de Murcia. Las únicas modificaciones posteriores de estas provincias fueron el paso de Villena de Albacete a Alicante en 1836, el paso de Villarrobledo de Ciudad Real a Albacete en 1846, y el paso de Requena y Utiel de Cuenca a Valencia en 1851.
A lo largo de estos años se produjo también la definitiva abolición de los señoríos en España.
En las guerras carlistas (1833-1840, 1846-1849, 1872-1876), La Mancha permaneció mayoritariamente fiel al Gobierno de Madrid, esto es, a la causa liberal. No obstante, esto no evitó las acciones de algunas fuerzas carlistas, que llegaron a tomar algunos pueblos, como en el caso de El Bonillo por el general carlista Cabrera. El carlismo tuvo especial fuerza al norte de la provincia de Cuenca. Al mismo tiempo, se produjo un auge del bandolerismo.
Durante el siglo XIX, La Mancha fue una de las regiones de España más afectadas por las desamortizaciones, entre las que sobresalieron las de Mendizábal y Madoz.
Con la caída de Isabel II tras la Revolución de 1868, se produjo una reunión de representantes del Partido Republicano Federal en Alcázar de San Juan en la que se firmó el Pacto Regional Manchego. Sin embargo, en el proyecto de Constitución Federal de 1873, no se contempló la creación de un Estado de La Mancha, sino de un estado de Castilla la Nueva y otro de Murcia. No obstante, en 1873, durante la Revolución Cantonal, en Ciudad Real se produjo un levantamiento que proclamó el Cantón Manchego, que fracasó, como el resto de la revuelta cantonal en España. Las esperanzas federales se vieron truncadas con la caída de la República Federal en 1874. El regionalismo manchego se manifestó posteriormente en la creación en 1906 en Madrid del Centro Regional Manchego, que llegó incluso a crear una bandera y un himno de La Mancha, y defendía la creación de una Región de La Mancha, formada por las provincias de Albacete, Ciudad Real, Cuenca y Toledo. Con el Decreto de Mancomunidades Provinciales de 1913, se dio la posibilidad legal de establecer una Mancomunidad Manchega formada por dichas provincias, algo que reclamó en 1919 la Asamblea Magna de la Juventud Central Manchega en Madrid, y que llegó a proponer la Diputación Provincial de Albacete en 1924, sin resultados finales. Tras la proclamación de la Segunda República Española en 1931, se produjeron reuniones de diputados, y en 1933, de presidentes de las cuatro Diputaciones provinciales, para estudiar las posibilidades de la creación de una región manchega dotada de un Estatuto de Autonomía. Todas estas posibilidades se vieron truncadas por la guerra civil española (1936-1939), durante la cual casi todo el territorio manchego permaneció bajo control de la República hasta el final de la guerra. Durante el Franquismo, en 1962, se constituyó el Consejo Económico Sindical Interprovincial de La Mancha, con el propósito de coordinar los consejos provinciales de las cuatro provincias.

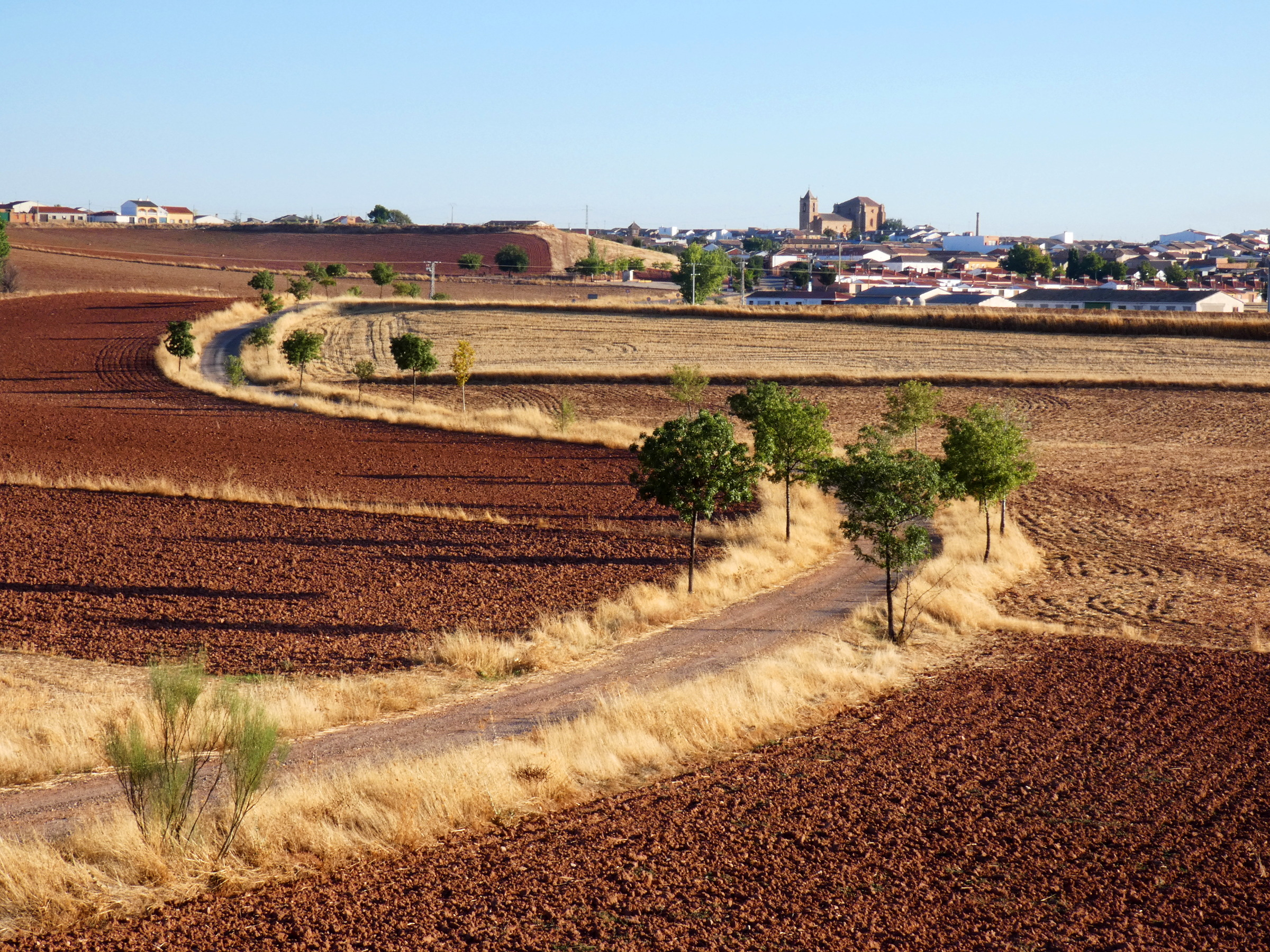
Torre de Juan Abad

Tras la Transición a la democracia, España se dividió en comunidades autónomas. En 1982 se formalizó la creación de la comunidad autónoma de Castilla-La Mancha, formada por las provincias de Albacete, Ciudad Real, Cuenca, Guadalajara y Toledo. En la actualidad, no existen partidos regionalistas manchegos de relevancia electoral. No obstante, alguna institución de la comunidad autónoma incluye únicamente a las cuatro "provincias manchegas": así, el distrito universitario de Castilla-La Mancha no incluye a Guadalajara, integrada esta en el de Madrid; y la Caja Castilla-La Mancha fue formada por la fusión de las cajas de ahorros de las provincias de Castilla-La Mancha, excluida la Caja de Guadalajara. 
El 17 de diciembre de 2022 tuvo lugar el I Congreso de La Mancha, organizado por el Instituto de Estudios Humanísticos de Castilla-La Mancha y la plataforma La Mancha Importa, con el objetivo de promover el conocimiento académico y su divulgación sobre la identidad manchega, así como diferentes aspectos de estudio como la economía, patrimonio, desarrollo medioambiental y geografía.

## Geografía física

### Geomorfología

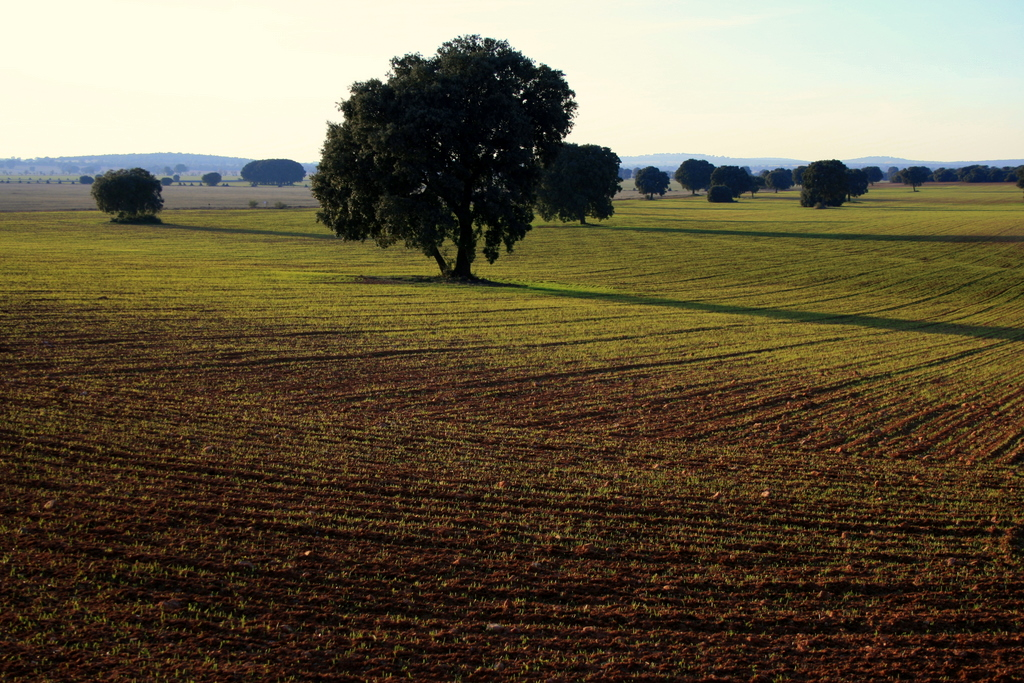
Llanura de La Mancha.

Mapa de las zonas dialectales de Castilla-La Mancha de la UCLM, donde se puede observar los límites de las comarcas geográficas del trabajo del grupo de investigación de la GRAVA.

La Mancha constituye una extensa llanura, con una altitud media situada entre los 600 y los 700 m s. n. m., formada por sedimentos miocenos, principalmente calizos y margosos, pero también arcillosos, y conglomeráticos de los glacis plio-cuaternarios, que forman algunos cerros testigos y recubren el zócalo paleozoico de cuarcitas y filitas. El denominador común de La Mancha es la llanura, no teniendo vinculación con espacios de piedemonte ni serranías. 

### Hidrografía

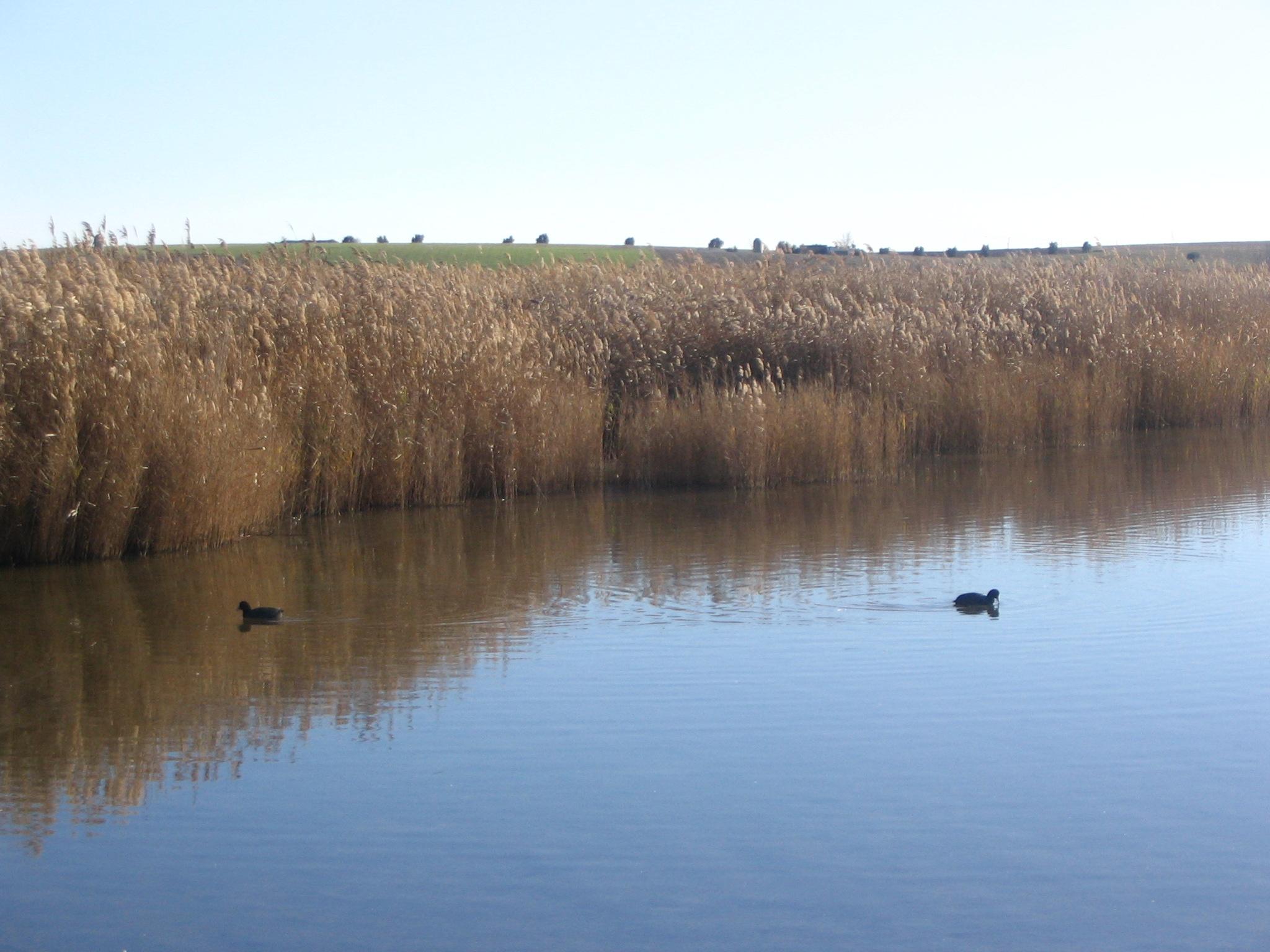
Las Tablas de Daimiel.

La Mancha se encuentra dividida entre las cuencas del Tajo, Guadiana y Guadalquivir por la vertiente atlántica; y las cuencas del Júcar por la vertiente mediterránea.
Los principales ríos que bañan La Mancha, además de Tajo, Guadiana y Júcar, son los afluentes de estos. Destacan el Gigüela o Cigüela, afluente del Guadiana por la margen derecha, sus afluentes, el Riansares y el Záncara, y el afluente de este último, el río Córcoles. Por la margen izquierda del Guadiana, destacan los ríos Azuer y Jabalón. Y debe destacarse también al Cabriel, afluente del Júcar por la margen izquierda.
Hay en La Mancha también importantes humedales, de entre los que sobresalen las Tablas de Daimiel (declarado parque nacional) y las Lagunas de Ruidera (declarado parque natural), ambos en el Guadiana, y muy importantes para una amplia avifauna. Son también muy importantes para la fauna el complejo palustre Pedro Muñoz-Mota del Cuervo, la laguna de Pedro Muñoz, las lagunas de Alcázar de San Juan, la laguna de Alcahozo y la laguna de Manjavacas. Todos estos parques y lagunas forman parte de la Mancha Húmeda, declaradas reserva de la biosfera por la Unesco.

### Clima

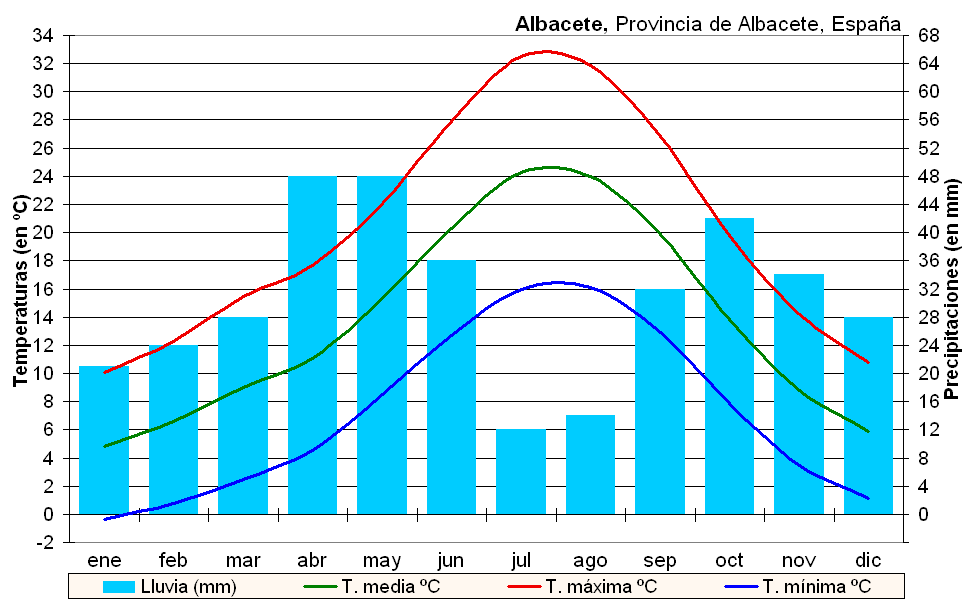
Climograma de Albacete.

La Mancha presenta un clima mediterráneo continentalizado. Los factores más significativos en este aspecto son: inviernos rigurosos, veranos cálidos, sequía estival, irregularidad en las precipitaciones, fuertes oscilaciones térmicas y notable aridez. Estos rasgos son resultado de las interrelaciones entre unos factores geográficos y otros dinámicos como son la latitud, la situación de la región dentro de la península, la disposición del relieve y la altitud.
Las temperaturas son muy extremas debido al efecto de la continentalidad, la amplitud térmica anual (diferencia entre la temperatura media del mes más frío y la del mes más caluroso) es muy elevada, normalmente entre 18 y 20 °C. En julio la temperatura media mensual se sitúa por encima de los 22 °C en la mayor parte de la región.
Los inviernos, sin embargo, son fríos, con una temperatura media del mes de enero que se sitúa incluso por debajo de 4 °C en ciertas zonas (Belmonte 3,4 °C), y las heladas son frecuentes en invierno e incluso a principios de primavera y finales de otoño.
Las precipitaciones se sitúan entre los 300 y 400 mm anuales la mayor parte del año, siendo estas más frecuentes en primavera y otoño, y muy escasas en verano. Por todo ello, la mayor parte de La Mancha puede incluirse en la llamada "España seca".

## Demografía

### Distribución y densidad de la población

Densidad de población municipal en Castilla-La Mancha en 2013. La Mancha ocupa el centro y sur de la región.
0 - 9,99 hab./km²
10 - 19,99 hab./km²
20 - 29,99 hab./km²
30 - 39,99 hab/km²
40 - 49,99 hab./km²
50 - 59,99 hab./km²
60 - 69,99 hab./km²
70 - 79,99 hab./km²
80 - 89,99 hab./km²
90 - 99,99 hab/km²
Más de 100 hab/km²

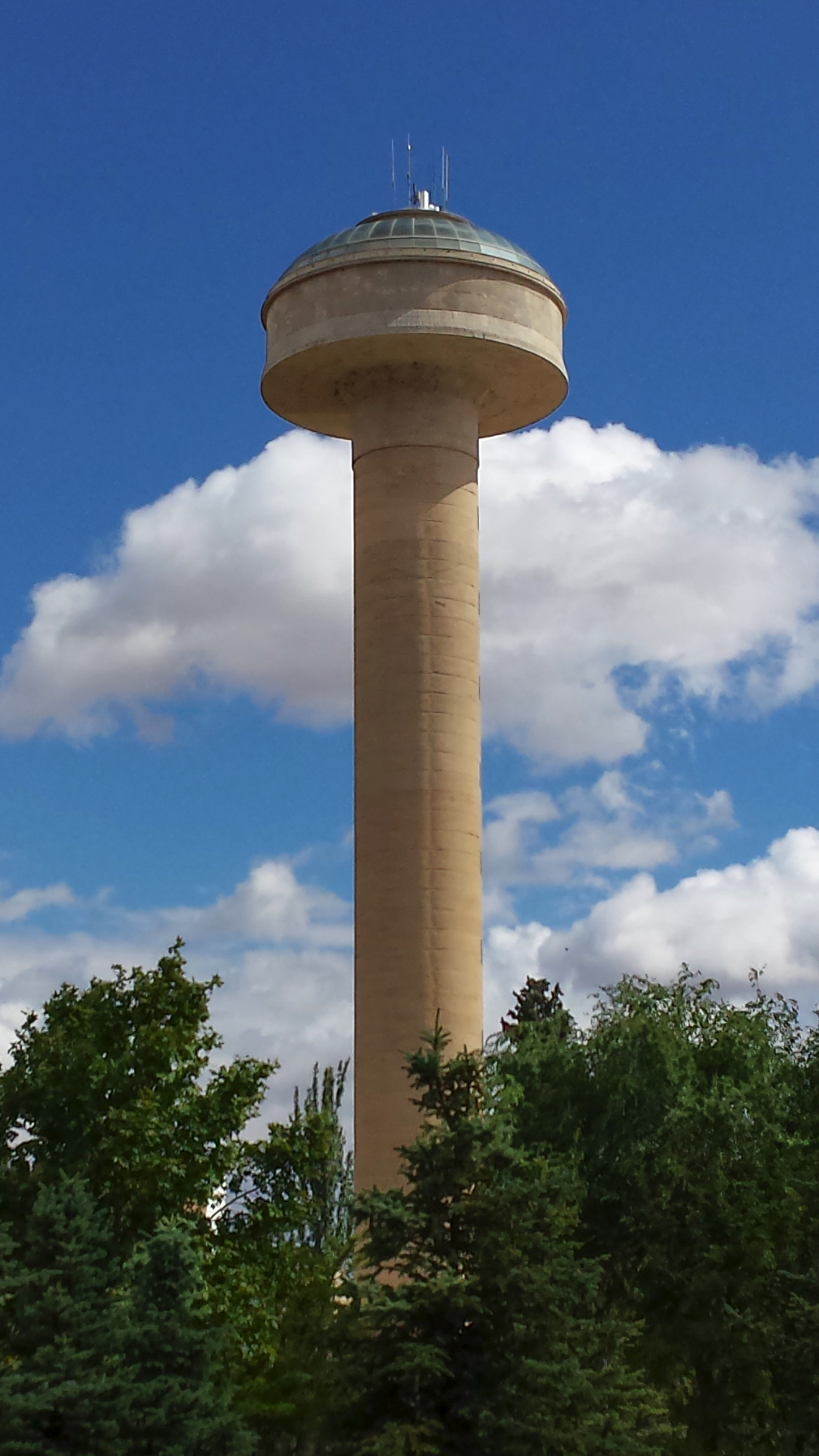
Albacete es ampliamente la ciudad más poblada de La Mancha. En la imagen, el Depósito de Agua de la Fiesta del Árbol, que, con sus 70 m de altura, es uno de los símbolos de la capital manchega.

En comparación con otras áreas de España (con una densidad de población media de 93,39 hab/km² en 2013), La Mancha presenta un poblamiento escaso, con una baja densidad de población, y una alta concentración de la misma en torno a pueblos grandes y ciudades pequeñas separados entre sí por relativamente elevadas distancias (en ocasiones de 10 o 20 km). Esta concentración de la población en torno a pequeñas ciudades y grandes pueblos es especialmente intensa en La Mancha central, concretamente en el centro y noreste de la provincia de Ciudad Real, sureste de la provincia de Toledo y noroeste de la provincia de Albacete, y en menor medida el suroeste de la provincia de Cuenca; con ciudades como Tomelloso (con 38 900 habitantes en 2013), Alcázar de San Juan (31 973 hab) y Valdepeñas (30 869 hab), entre otras, por Ciudad Real; Villarrobledo (26 513 hab) y La Roda (16 398 hab) por Albacete; y Quintanar de la Orden (11 704 hab), Madridejos (11 113 hab) y Consuegra (10 668 hab), entre otras, por Toledo. El mayor pueblo de La Mancha central en la provincia de Cuenca es San Clemente (7 463 hab). Solo Albacete (172 693 hab), Ciudad Real (74 872 hab) y Puertollano (51 550 hab) superan los 50 000 habitantes (las ciudades de Talavera de la Reina, Guadalajara, Toledo y Cuenca, las otras ciudades castellano-manchegas que superan dicha cifra de habitantes, no forman parte de la comarca de La Mancha). Estas son las áreas de mayor densidad de población de La Mancha, que pasan del entorno de los 50 hab/km² en La Mancha ciudadrealeña nororiental al entorno de los 30 hab/km² al avanzar hacia el Este.

### Evolución de la población
La población en La Mancha creció durante la primera mitad del siglo XX debido al crecimiento natural de la población, pero en las décadas de los años 1950, 1960 y 1970 del citado siglo se produjo un intenso proceso de éxodo rural, que llevó a una concentración de la población aún mayor en los pueblos grandes y las capitales de provincia y a la emigración de buena parte de la población, en especial de los más jóvenes, hacia otras regiones más industrializadas, como Madrid, Cataluña y Comunidad Valenciana, e incluso hacia el extranjero. Como resultado, la población de La Mancha disminuyó en estas décadas, al tiempo que se intensificaba el envejecimiento de la población de las áreas rurales. En las décadas de los años 1980 y 1990, el proceso de éxodo rural se ralentizó, permitiendo un ligero crecimiento de la población, que se intensificó en el último lustro del siglo XX y en la primera década del siglo XXI debido al aumento de la inmigración extranjera.

## Economía
La Mancha ha sido tradicionalmente una región agraria, con una industria y una economía por lo general menos desarrollada que la media española.

### Agricultura y ganadería

D. O. e IGP agrícolas con el nombre de "La Mancha":
-Denominación de Origen "La Mancha" (zona de producción de los vinos)
-Denominación de Origen "Azafrán de La Mancha"
-Indicación Geográfica Protegida "Melón de La Mancha"
Vino
Vino y azafrán
Vino, azafrán y melón
Azafrán
Azafrán y melón

La agricultura y la ganadería han sido históricamente las principales actividades económicas de La Mancha. En la agricultura de La Mancha destaca el cultivo de secano, en especial de la llamada "trilogía mediterránea": cereal, vid y olivo. Entre los cereales, los más cultivados son el trigo y la cebada.

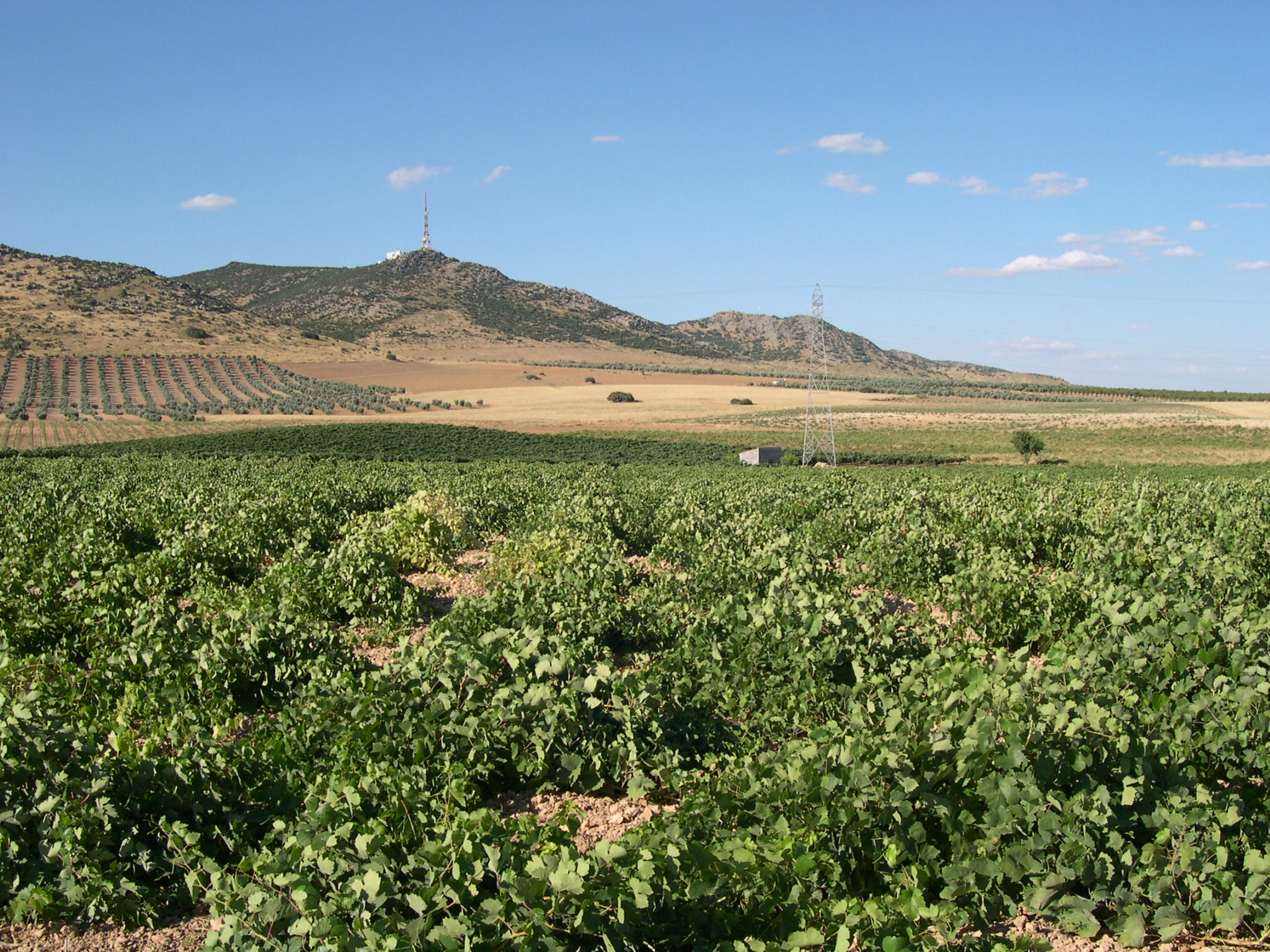
Viñedo en la provincia de Ciudad Real.

En cuanto a la vid, los viñedos manchegos son los mayores del mundo por superficie. Sobre estos terrenos se extiende la Denominación de Origen La Mancha, que se extiende por parte de las provincias de Albacete y Cuenca. Ocupa 190 980 ha y 182 municipios, siendo la denominación de origen de vinos más extensa del planeta. No obstante, la Denominación de Origen La Mancha no es la única denominación de origen de vinos de la región: a ésta se añaden otras, tales como las D. O. "Ribera del Júcar" y "Uclés".

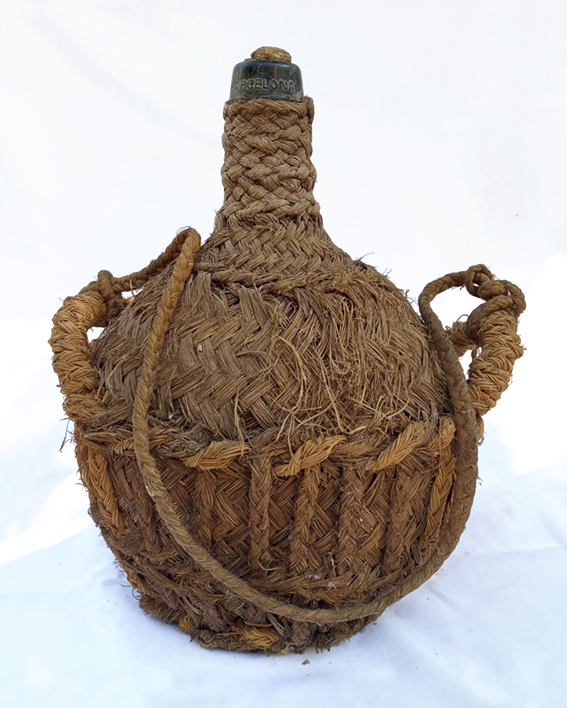
Bombona o damajuana antigua para almacenar el vino en La Mancha

También sobresale en La Mancha el cultivo del azafrán, que cuenta con Denominación de Origen Protegida propia, la cual se extiende por 315 municipios, incluyendo la totalidad de la provincia de Albacete y partes de las provincias de Ciudad Real, Cuenca y Toledo.
Otro cultivo que cuenta con Indicación Geográfica Protegida es el melón. La IGP "Melón de La Mancha" se extiende por 13 municipios de la provincia de Ciudad Real: Alcázar de San Juan, Arenales de San Gregorio, Argamasilla de Alba, Campo de Criptana, Daimiel, Herencia, Llanos, Manzanares, Membrilla, Socuéllamos, Tomelloso, Valdepeñas y Villarta de San Juan.
Otros productos con denominación de origen son los aceites de oliva del Campo de Montiel, la berenjena de Almagro, y el ajo morado de Las Pedroñeras.

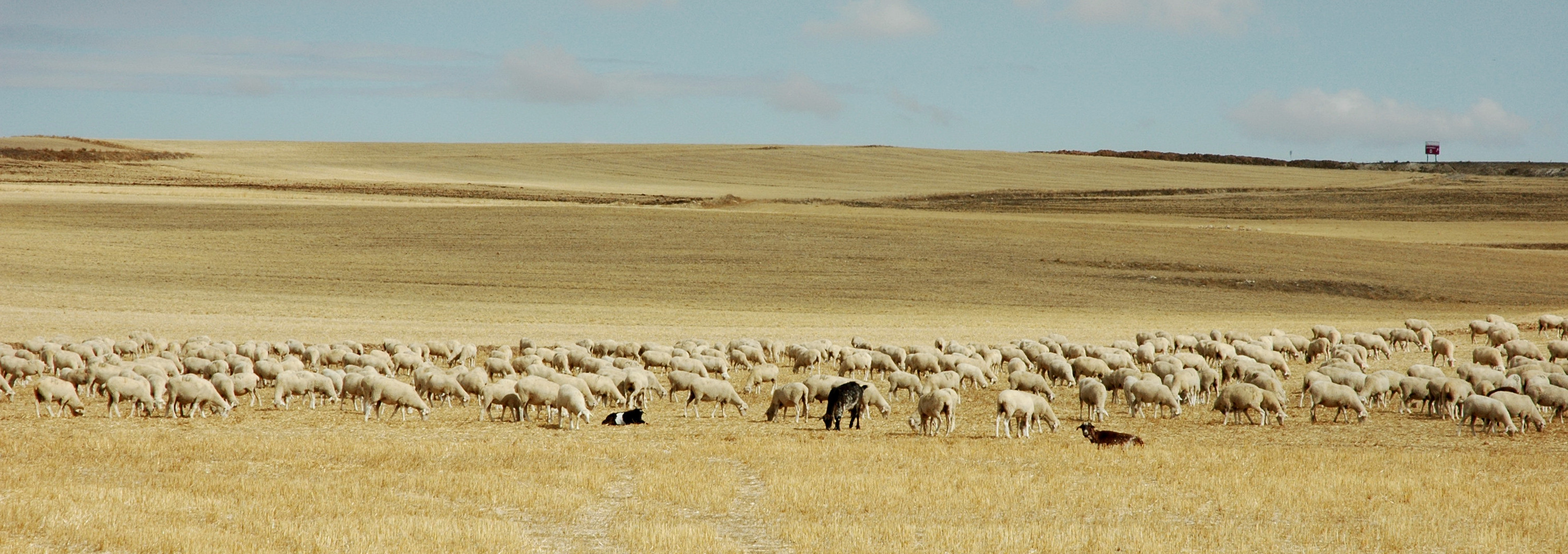
Rebaño de ovejas y cabras en La Mancha.

En cuanto a la ganadería, destaca la ovina, que junto con la caprina ha constituido rebaños trashumantes de los que se ha obtenido durante siglos lana, leche y carne.
Precisamente, con la leche de oveja de raza manchega se produce el famoso queso manchego, que tiene su propia denominación de origen, así como la carne de cordero manchego tiene una Indicación Geográfica Protegida. Ambas se extienden por parte de las provincias de Albacete, Ciudad Real, Cuenca y Toledo.
Tienen cierta importancia también, aunque en mucha menor medida que la ganadería ovina, la ganadería porcina y la bovina.

### Industria, minería y servicios

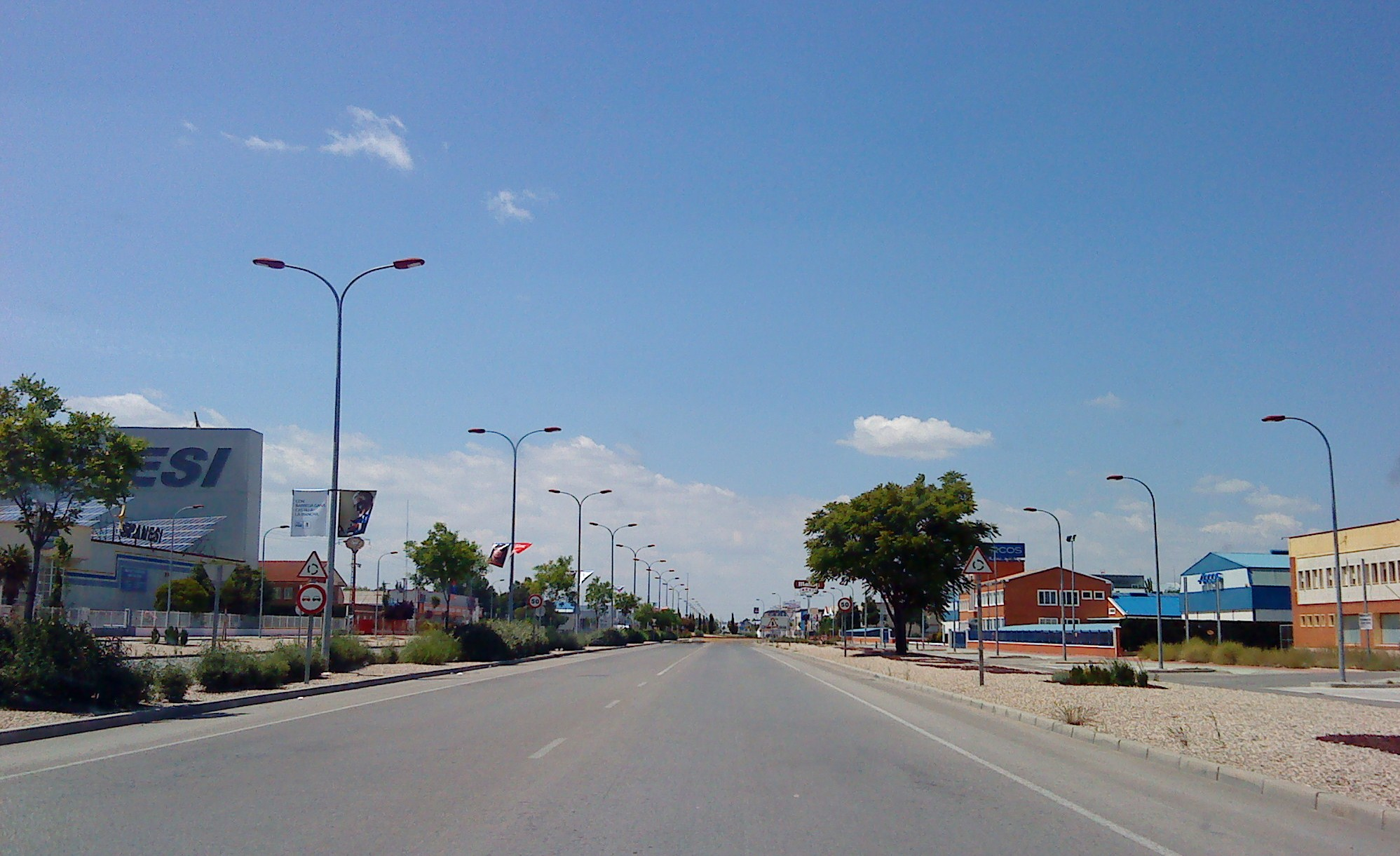
Parque Empresarial Campollano, en Albacete.

La Mancha no tiene una gran tradición industrial. En la actualidad, los mayores centros industriales de La Mancha se encuentran en torno a Albacete, Ciudad Real y Puertollano, además de industrias alimentarias repartidas por toda su geografía.
La minería ha tenido especial importancia en Puertollano, con minas de carbón de gran importancia, y en Almadén, cuyas minas de cinabrio (mena del mercurio) han sido explotadas desde tiempos de la dominación romana.
El sector servicios, durante el siglo XX, se convirtió, como en el resto de España, en el sector clave de la economía manchega. Dentro del sector servicios, puede destacarse el crecimiento del turismo, en especial del turismo rural.

## Cultura

### Arquitectura

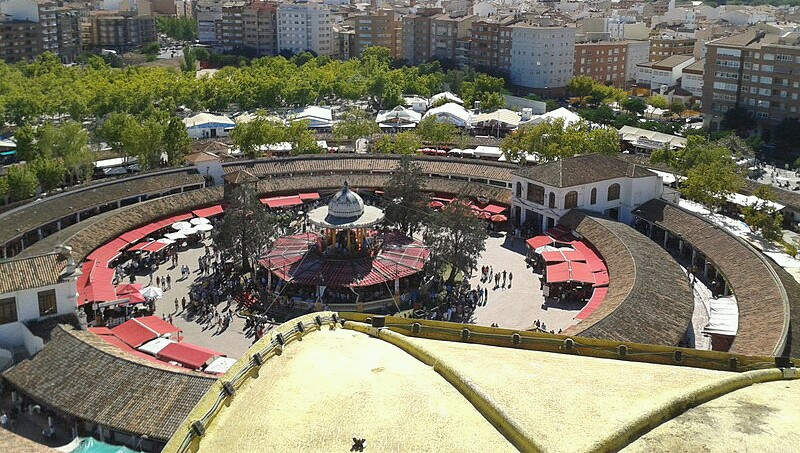
Recinto Ferial de Albacete, máximo exponente de la arquitectura popular manchega

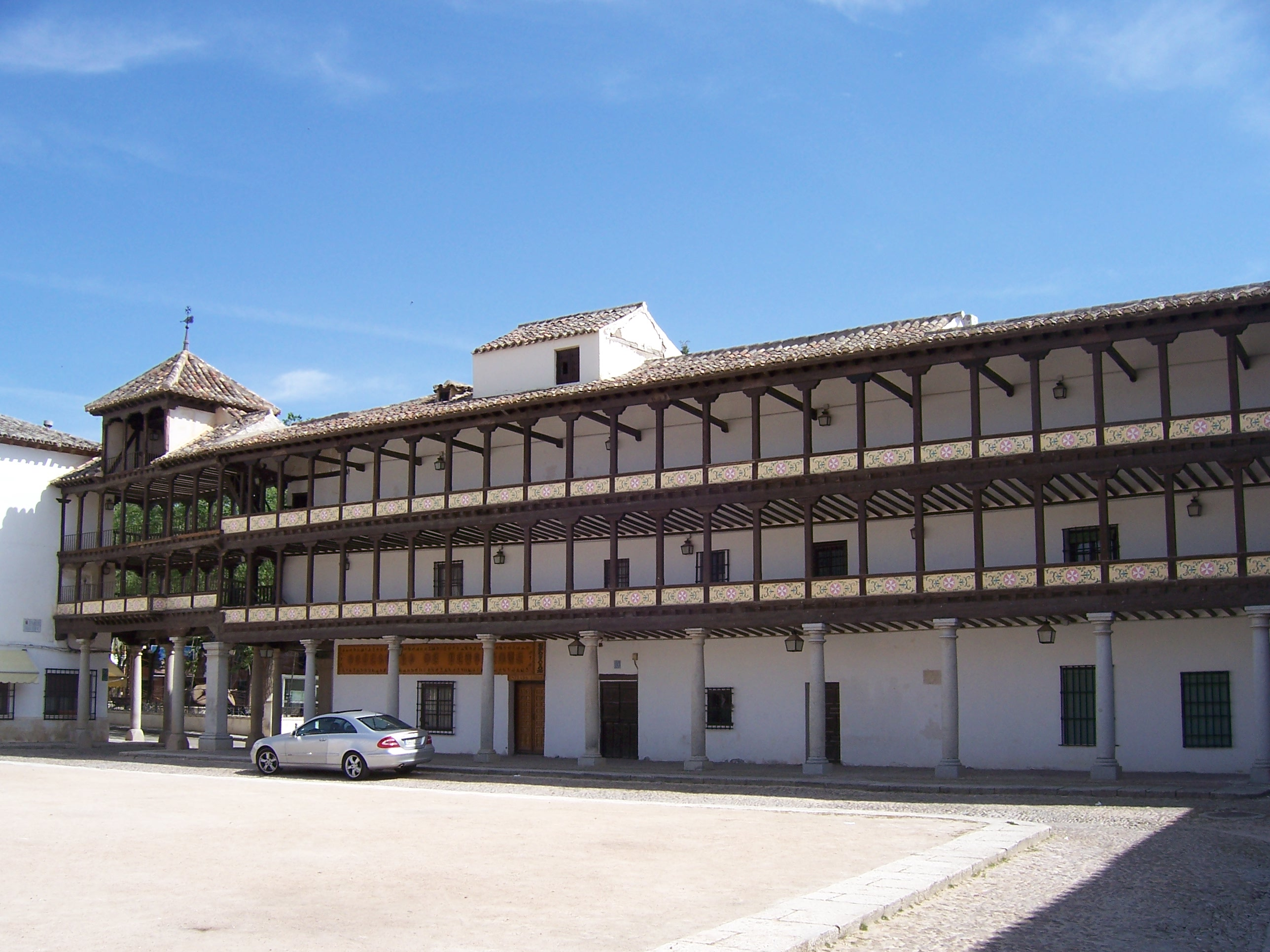
Plaza Mayor de Tembleque

Los pueblos manchegos, que suelen ser grandes y distanciados entre sí, son extendidos, con casas generalmente consistentes en planta y piso. Suelen organizarse en torno a una plaza mayor, donde se ubican normalmente la iglesia y el ayuntamiento. La iglesia suele ser el edificio más sobresaliente en los pueblos manchegos, y normalmente está realizada de piedra, pudiendo presentar mezclas de estilos arquitectónicos. Las casas suelen estar siempre enjalbegadas, esto es, encaladas, y su cubierta suele ser a dos aguas, con tejas curvas. También son típicos de la arquitectura popular manchega los molinos de viento, los chozos y cucos de piedra, y las ventas y posadas.
El estilo arquitectónico popular manchego se conserva en plazas mayores monumentales de diversos pueblos de la geografía manchega, pero en muchos pueblos se está perdiendo en las últimas décadas.

### Habla
La única lengua hablada en La Mancha desde la culminación de la conquista castellana es el castellano. No obstante, el habla de La Mancha presenta características dialectales propias, que la distinguen de otras variedades del idioma. Es considerada un habla de transición entre el dialecto castellano septentrional y los dialectos meridionales de la península ibérica (dialectos andaluces, extremeño y murciano).
El dialecto manchego, si bien no representa un habla plenamente uniforme, ni engloba toda Castilla-La Mancha, sí presenta aspectos que lo unen, y al tiempo separan de otros dialectos del castellano. Uno de sus rasgos más característicos es la aspiración de la s postvocálica, sonando como /h/ sonora o incluso /x/ (el sonido de la letra J en español). Esto, y la ausencia total de leísmos y laísmos, lo distingue especialmente del castellano septentrional. De las variantes más meridionales se distingue, entre otros aspectos, en la profusión mucho menor de aspiraciones o elisiones de s y z, y en la plena distinción de s y z.
El habla manchega presenta, además, un rico léxico y giros propios, formados por variaciones fonéticas de palabras del castellano estándar, arcaísmos, palabras procedentes del sustrato mozárabe, árabe y latino, influencias de otras lenguas y dialectos cercanos (dándose frecuentes catalanismos y valencianismos, aragonesismos y andalucismos), diferentes acepciones para palabras ya existentes en el castellano estándar, o palabras plenamente propias, en algunos casos incluso propias de solo unos pocos pueblos.  

Mapa de zonas dialectales de Castilla-La Mancha de la UCLM.

Existe un wiki sobre esta manera de hablar y su vocabulario centrado en la localidad de Tomelloso, La Tomepedia y una edición de la novela El principito, de Antoine de Saint-Exupéry, en manchego, titulado "El Principete".

### Literatura y teatro

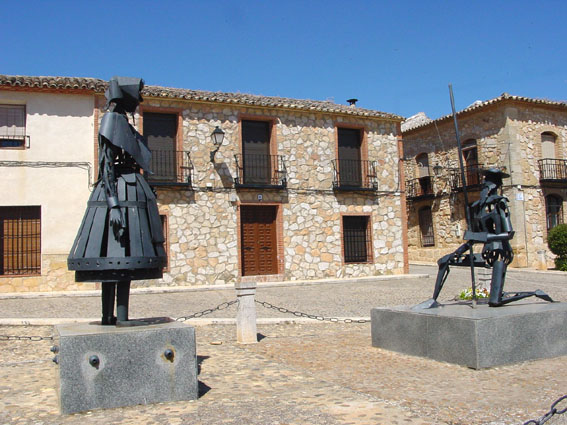
Monumento a Dulcinea y Don Quijote en El Toboso.

La Mancha debe buena parte de su fama universal a la novela de Miguel de Cervantes, Don Quijote de la Mancha, escrita en dos partes, la primera publicada en 1605 y la segunda en 1615, cuya acción transcurre principalmente en La Mancha, patria del protagonista, Alonso Quijano, un hidalgo pobre que enloquece con la lectura de libros de caballerías y se cree caballero andante, haciéndose llamar Don Quijote. La novela en sí, y los personajes, en especial Don Quijote, Sancho Panza y Dulcinea del Toboso, así como otros elementos que aparecen en la novela, como los molinos de viento, se han convertido en auténticos símbolos de La Mancha, disputándose muchos pueblos de la región ser el lugar de la Mancha del que Cervantes no quiso acordarse.
Don Quijote no es, sin embargo, el único aspecto de la literatura del Siglo de Oro español que queda en La Mancha, donde también vivió sus últimos años uno de sus principales exponentes, Francisco de Quevedo, quien murió en Villanueva de los Infantes. En Almagro se conserva un corral de comedias del siglo XVII, símbolo de la importancia del teatro en la época, y donde todos los años se celebra el Festival Internacional de Teatro Clásico.

#### Una descripción literaria
Benito Pérez Galdós, en Bailén (1873), dejó escrita esta impresión esencial del país manchego:

"Así atravesamos la Mancha..., solitario país donde el sol está en su reino, y el hombre parece obra exclusiva del sol y del polvo; país entre todos famoso desde que el mundo entero se ha acostumbrado a suponer la inmensidad de sus llanuras recorrida por el caballo de D. Quijote. (...) Esto es lo cierto: la Mancha, si alguna belleza tiene, es la belleza de su conjunto, es su propia desnudez y monotonía, que si no distraen ni suspenden la imaginación, la dejan libre, dándole espacio y luz donde se precipite sin tropiezo alguno. La grandeza del pensamiento de don Quijote, no se comprende sino en la grandeza de la Mancha. En un país montuoso, fresco, verde, poblado de agradables sombras, con lindas casas, huertos floridos, luz templada y ambiente espeso, D. Quijote no hubiera podido existir, y habría muerto en flor, tras la primera salida, sin asombrar al mundo con las grandes hazañas de la segunda. D. Quijote necesitaba aquel horizonte, aquel suelo sin caminos, y que, sin embargo, todo él es camino; aquella tierra sin direcciones, pues por ella se va a todas partes, sin ir determinadamente a ninguna; tierra surcada por las veredas del acaso, de la aventura, y donde todo cuanto pase ha de parecer obra de la casualidad o de los genios de la fábula; necesitaba de aquel sol que derrite los sesos y hace locos a los cuerdos, aquel campo sin fin, donde se levanta el polvo de imaginarias batallas, produciendo al transparentar de la luz, visiones de ejércitos de gigantes, de torres, de castillos; necesitaba aquella escasez de ciudades, que hace más rara y extraordinaria la presencia de un hombre, o de un animal; necesitaba aquel silencio cuando hay calma, y aquel desaforado rugir de los vientos cuando hay tempestad; calma y ruido que son igualmente tristes y extienden su tristeza a todo lo que pasa, de modo que si se encuentra un ser humano en aquellas soledades, al punto se le tiene por un desgraciado, un afligido, un menesteroso, un agraviado que anda buscando quien lo ampare contra los opresores y tiranos; necesitaba, repito, aquella total ausencia de obras humanas que representen el positivismo, el sentido práctico, cortapisas de la imaginación, que la detendrían en su insensato vuelo; necesitaba, en fin, que el hombre no pusiera en aquellos campos más muestras de su industria y de su ciencia que los patriarcales molinos de viento, los cuales no necesitaban sino hablar, para asemejarse a colosos inquietos y furibundos, que desde lejos llaman y espantan al viajero con sus gestos amenazadores."
Benito Pérez Galdós

### Fiestas y tradiciones

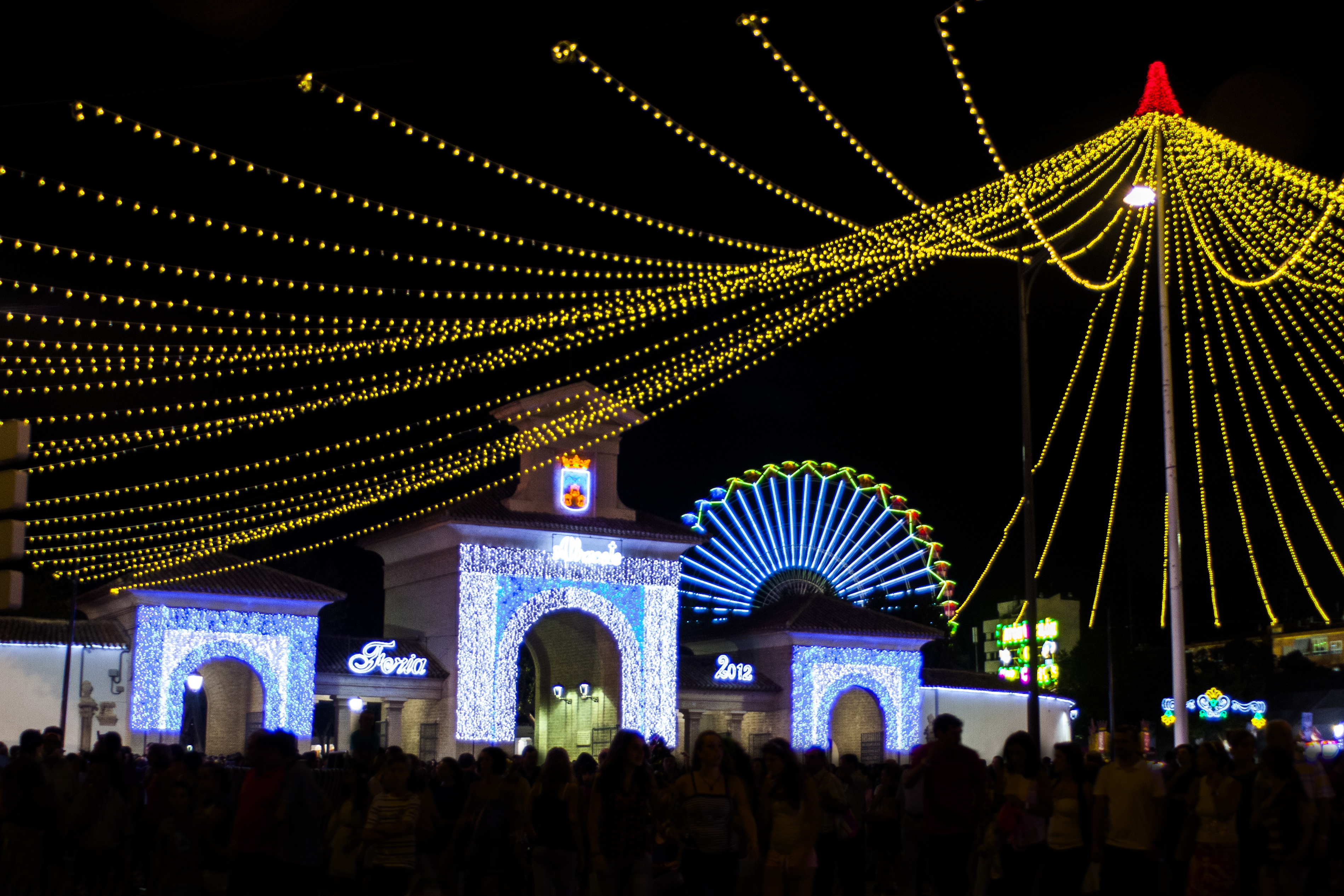
La Feria de Albacete, declarada de Interés Turístico Internacional, recibe anualmente a más de dos millones de visitantes.

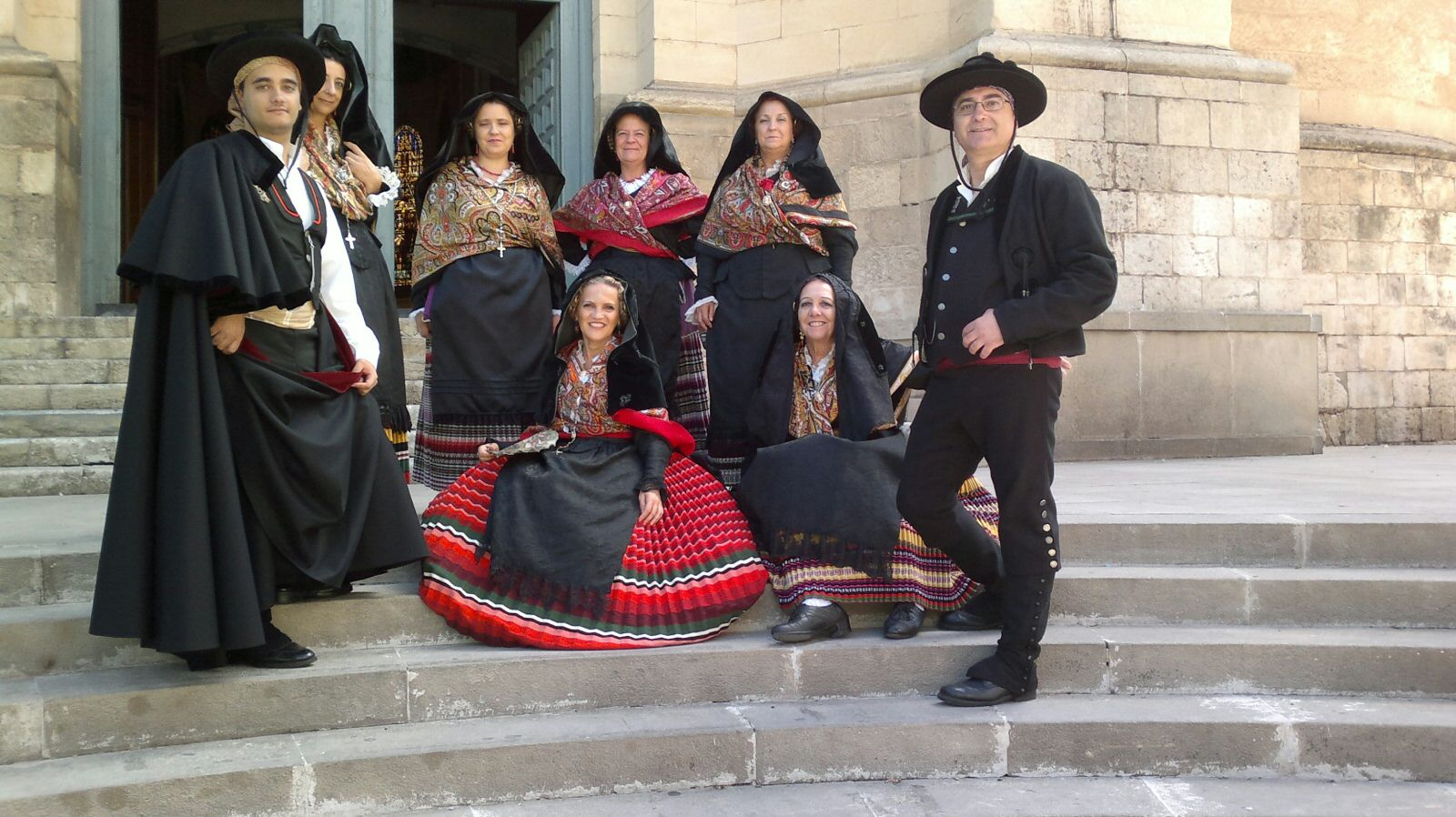
Miembros de un grupo de folclore ataviados con el Traje tradicional de La Mancha durante la Feria de Albacete.

Son habituales en las ciudades y pueblos manchegos las festividades asociadas a los principales eventos del calendario cristiano, tales como:
- El Carnaval, siendo de interés turístico nacional el de Villarrobledo, el de Herencia, el de Miguelturra y el de Alcázar de San Juan, y de interés turístico regional los de Tarazona de la Mancha y Villafranca de los Caballeros. En muchas localidades se da la tradición de merendar en el campo el día de Jueves Lardero.
- La Semana Santa, de interés turístico nacional las de Albacete y la Ruta de la Pasión Calatrava con sus armaos en las localidades de Bolaños de Calatrava o Almagro y de interés turístico regional la Pasión Viviente de Tarancón y el Juego de las Caras de Calzada de Calatrava.
- El Corpus Christi, siendo de interés turístico nacional los Pecados y Danzantes de Camuñas.
- La Asunción de la Virgen, día en el que son habituales las fiestas en numerosos pueblos manchegos.
- La Navidad.

También tienen gran importancia las fiestas patronales en honor al santo patrón de la localidad. De estas, hay que destacar la Feria de Albacete (en honor a la Virgen de los Llanos), de interés turístico internacional. Son de interés turístico nacional las fiestas patronales de San Bartolomé en Tarazona de la Mancha, la Traída y la Llevada de la Virgen de Manjavacas en Mota del Cuervo y La Endiablada de Almonacid del Marquesado. De interés turístico regional son la Fiesta de las Paces de Villarta de San Juan, la festividad del Vitor de Horcajo de Santiago (considerada la procesión más larga de la cristiandad), las Fiestas de Rus de San Clemente, y los Danzantes y el Santísimo Cristo de la Viga de Villacañas. En ocasiones, estas fiestas van acompañadas de una romería en la que se desplaza al santo, cristo o virgen desde la iglesia principal de la localidad a un santuario o simplemente se acude a la ermita como en el caso de la romería Virgen del Monte de Bolaños de Calatrava  donde los romeros acampan en torno al santuario degustando las viandas típicas de La Mancha. También suelen instalarse atracciones de feria y realizarse bailes y cantos folclóricos.
Otras festividades tienen origen en el aprovechamiento de los recursos del campo y la ganadería, tales como las cosechas y recogidas (como la vendimia), o la matanza del cerdo (o mataero). Es de interés turístico nacional la Fiesta del Olivo de Mora, y de interés turístico regional las Fiestas de la Rosa del Azafrán de Consuegra. También es habitual en muchas localidades manchegas cantar los mayos en la noche del 30 de abril, siendo los más conocidos los de Pedro Muñoz, de interés turístico nacional. También son de interés turístico regional las Cruces de mayo de Villanueva de los Infantes.

### Gastronomía

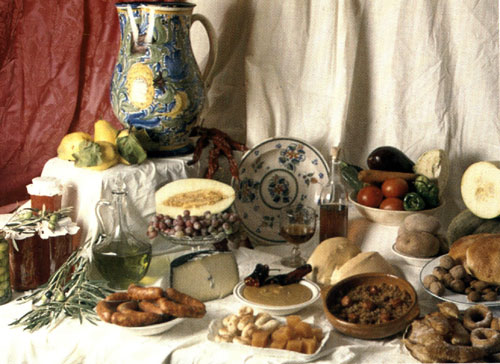
Distintos productos de La Mancha.

La gastronomía manchega es rica y variada, aunque austera y humilde, normalmente adaptada a los escasos recursos de la tierra y a los rigores climáticos propios de la región. Muchos de los platos llevan verduras y hortalizas, algunos casi exclusivamente (aparte del imprescindible aceite de oliva), como el pisto manchego, el moje, la alboronía o el asadillo de la Mancha. Algunas de las hortalizas más reconocidas son las berenjenas de Almagro y los ajos, en especial los de Las Pedroñeras.
Cuando los platos manchegos incorporan carnes, estas suelen ser de cordero (criado en abundancia en la zona), de cerdo, o de caza menor (de especies como conejos, liebres y perdices). Ejemplos de estos platos son la caldereta manchega o el tojunto. De entre los productos elaborados con carne de caza, debe destacarse la perdiz escabechada. Productos de la matanza del cerdo son los chorizos, morcillas (en la provincia de Ciudad Real, por influencia extremeña, se da también la patatera), las costillas, el lomo de orza o el salchichón imperial. Con algunos de estos productos se elaboran los duelos y quebrantos, y es propia del día de la matanza del cerdo la elaboración del ajo mataero. Un plato de similares ingredientes es el morteruelo.
Varios son también los platos con base en los cereales, como las gachas manchegas, las migas ruleras o el ajoharina. Con la harina de trigo se elabora también el reconocido pan de Cruz, así como la torta cenceña. Con esta última, en combinación con carne de caza, se elaboran los gazpachos manchegos.
Es habitual el uso de la patata en la cocina, con la cual se hacen platos como el somallao, el tiznao o el atascaburras. Los dos últimos se elaboran con uno de los pocos pescados presentes en la cocina tradicional manchega, por su fácil conservación, dada la lejanía del mar: el bacalao en salazón. Otros pescados habituales son los de río, como la trucha. Ingredientes también de la gastronomía manchega son las legumbres, presentes en potajes, o las setas, como los guíscanos (así se conoce localmente a los níscalos). Condimentos habituales son el azafrán, y hierbas aromáticas, como el romero o el tomillo.

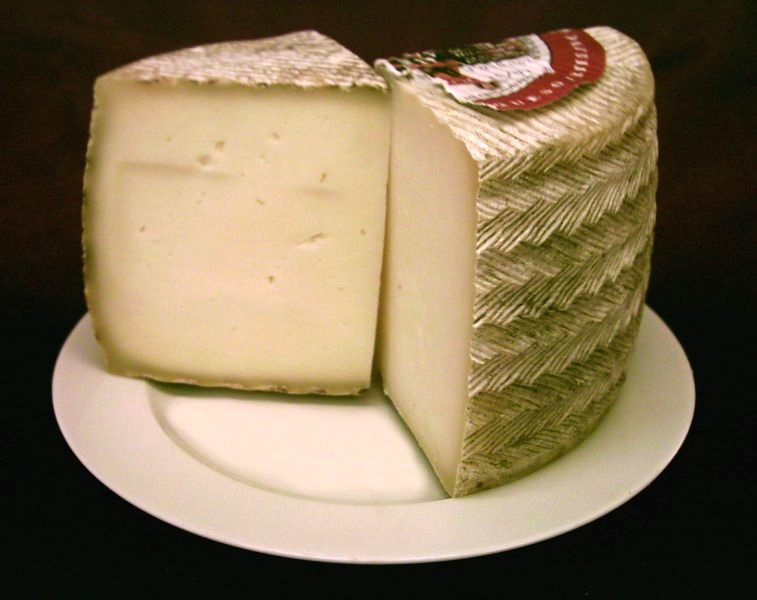
Queso manchego.

Con leche de oveja de raza manchega se elabora el queso manchego, apreciado en todo el mundo.
Todos estos platos pueden acompañarse de los vinos de la región. El vino es también la base de otras bebidas tradicionales, como la cuerva y la zurra.
La repostería manchega es rica en frutas de sartén, tales como la flor frita, las hojuelas, los pestiños, la leche frita, las torrijas, la tortilla de rodilla o fritilla, o los rollos. Son también preparados bizcochos, como el bizcocho borracho o las tortas de Alcázar, y en zonas de Ciudad Real son típicos los barquillos. En la provincia de Albacete, elaborados en La Roda, son muy típicos los miguelitos.

### Música y danza
El canto y baile típico de La Mancha son las seguidillas manchegas; aunque debido a que La Mancha siempre ha sido región de encuentros, también se consideran aquellas otras como variedades: la jota manchega, las torrás, las malagueñas, los fandangos, las rondeñas, las canciones de ronda, las canciones de quintos, las canciones de laboreo, los mayos, o los aguilanderos o villancicos, entre otras. Esta música se acompaña de distintos instrumentos musicales, como la guitarra española, la bandurria, el laúd, la dulzaina y el tambor, las castañuelas o postizas, la zambomba o la pandereta (estos últimos en especial para los villancicos), e incluso instrumentos simples que no nacieron para su uso musical, como la botella de anís, el almirez o la caña y los palos empleados en la danza del paloteo.

## Véase también

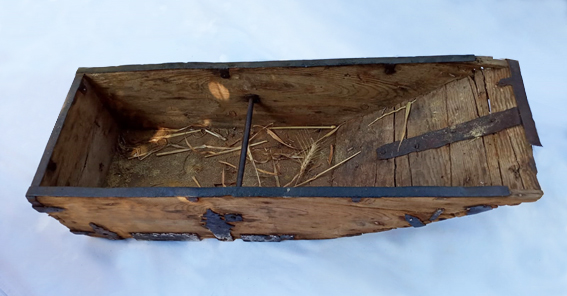
Medidor de fanegas en La Mancha